# Verwaltungsgliederung Osttimors

Staatsgrenzen Osttimors

Die derzeitige Aufteilung der Verwaltungsgliederung Osttimors wurde mit dem ministeriellen Dokument 6/2003 vom 29. Juli 2003 festgelegt und am 14. Juli 2004 und 15. September 2009 nur noch leicht verändert. 2014 wurden die Bezeichnungen der Verwaltungseinheiten umbenannt und 2015 wurden erneut die administrativen Grenzen zum Teil verändert. 2017 folgten mit dem ministeriellen Dokument 16/2017 die Schaffung von zehn neuen Sucos und weitere Änderungen der Grenzen. Am 1. Januar 2022, 1. Oktober 2023 und 1. Januar 2024 gab es weitere Änderungen.

## Übersicht
Osttimor besteht aus dem Ostteil der Insel Timor, der Exklave Oe-Cusse Ambeno im Westteil und den vorgelagerten Inseln Atauro und Jaco (letztere unbewohnt). Zusammen machen diese Gebiete eine Fläche von 14.954,44 km² aus mit 1.066.409 Einwohnern (Zensus 2010). Hauptstadt des Landes ist Dili.

## Geschichtliche Entwicklung

### Portugiesisch-Timor bis zum Zweiten Weltkrieg
| Militärkommandantur von 1860 | Reiche                                                         |
| ---------------------------- | -------------------------------------------------------------- |
| Dili                         | Motael, Ulmera, Hera, Caimau, Dailor, Failacôr, Laclo          |
| Manatuto                     | Laicore (Laicor), Manatuto, Laclubar, Funar, Laleia, Caruhi    |
| Vemasse                      | Vemasse, Fatumartó, Venilale                                   |
| Lautém                       | Faturó, Sarau, Matarufa (Marufa)                               |
| Viqueque                     | Bibiluto, Viqueque, Luca, Lacluta, Dilor, Bibico, Barique      |
| Alas                         | Dotik, Alas, Manufahi, Raemean, Suai, Camenaça                 |
| Bibissuço (Bubussuco)        | Samoro, Bibissuço, Claco, Foulão (Foulau), Tutuluro, Turiscaen |
| Cailaco                      | Atsabe, Deribate (Diribate), Leimea, Mahubo (Mauhubo), Cailaco |
| Maubara                      | Boibau, Ermera, Maubara, Liquiçá                               |
| Batugade                     | Cutubaba (Cotubaba), Sanirin, Balibo, Cowa                     |
| Oecussi (ab 1863)            | Oecussi, Ambeno                                                |

Die vom portugiesischen Gouverneur Luís Augusto de Almeida Macedo (1856 bis 1859) aufgestellten gemischten Truppen aus Portugal, Goa, Macau und Mosambik waren gesetzlich dazu verpflichtet, sich nicht in die innere Verwaltung durch die Liurai einzumischen. Die etwa 50 timoresischen, traditionellen Herrscher in der damaligen Kolonie Portugiesisch-Timor hatten weiterhin die innere Macht. Allerdings erhielten die Liurais auch Befehle durch die Kolonialregierung, so zum Aufbau von Plantagen. Außerdem mussten sie Abgaben bezahlen.
Am 2. August 1860 teilte der Gouverneur Afonso de Castro mit der Verordnung Nr. 58 erstmals die Kolonie in zehn Militärkommandanturen (comandos militares) beziehungsweise Distrikte, zu denen am 4. April 1863 noch Oecussi als elfte dazukam. Jeder Distrikt wurde einem Kommandanten mit militärischen und zivilen Vollmachten zugeordnet, dessen Aufgaben und Pflichten in 39 Artikeln von Castro festgelegt wurden. Die Kommandanten waren als verlängerter Arm des Gouverneurs für den Frieden in ihren Distrikten verantwortlich und mussten mindestens alle zwei Monate eine Inspektionsreise durch alle Reiche in ihrem Distrikt unternehmen. Dabei mussten sie sich über alle Vorfälle informieren und konnten auch die Bewohner wegen Vergehen bestrafen. Gegen die Liurais durfte nur der Gouverneur Strafen verhängen. Die Kommandanten waren zudem für die Steuereintreibung und den Aufbau der Kaffeeanpflanzungen verantwortlich, die es hier seit 1815 gab. Jedes Reich musste dem Distriktskommandanten fünf Mann für die Distriktsgarde abtreten. Diese Soldaten erhielten eine europäische Ausbildung, wurden eingekleidet und bewaffnet. Außerdem stellte jedes Reich einen Mann als Diener für den Kommandanten und Pferde und Mannschaft für die Inspektionsreise. Geschenke durften die Kommandanten von den Liurais nicht annehmen. 1883 wurde eine neue Liste der Aufteilung der Reiche auf die Distrikte von Gouverneur Bento da França Pinto de Oliveira erstellt.
| Distrikte von 1883             | Reiche |
| ------------------------------ | --- |
| 1º Comando militar de Oecussi  | Ambeno, Noimuti |
| 2º Comando militar de Batugade | Balibo, Cowa, Cutubaba, Sanirin, Suai                                                                                         |
| 3º Comando militar de Maubara  | Atsabe (Atisasabo), Boibau, Cailaco, Deribate (Diribate), Ermera, Hubulo, Leimea (Leimiam), Liquiçá, Mahubo (Mahubu), Marobo. |
| 4º Comando militar de Dili     | Caimau, Dailor, Failacôr, Hera, Laclo, Manumera, Motael                                                                       |
| 5º Comando militar de Manatuto | Baucau, Cairui (Cairuhy), Laclubar, Laicore, Laleia, Funar, Manatuto                                                          |
| 6º Comando militar de Vemasse  | Fatumartó, Faturó, Laga, Sarau, Vemasse, Venilale.                                                                            |
| 7º Comando militar de Viqueque | Barique, Bibico, Bibiluto, Luca, Lacluta, Viqueque                                                                            |
| 8º Comando militar de Alas     | Alas, Bibissuço, Dotik, Foholau, Manufahi, Raimea, Tutuluro, Samoro, Turiscai                                                 |

1908 teilte Gouverneur José Celestino da Silva Portugiesisch-Timor in 15 Militärkommandanturen (Commandos militares) ein, womit auch die zivile Verwaltung dezentralisiert wurde. Die Militärkommandanturen wurden wiederum in 35 postos militares aufgeteilt, unter der Führung eines Offiziers oder Unteroffiziers der einheimischen 2a linha. Die Militärkommandanturen waren:
- Central do Norte
- Aipello
- Lequiçá
- Maubara
- Batugadé
- Ockussi
- Sudoeste
- Central de Oeste
- Sul
- Manufahi
- Remexio
- Manatuto
- Baucau
- Viqueque
- Lautém

Eine Liste von Märkten der Kolonie von 1911 kannte wieder nur elf Kommandanturen. Remexio und Viqueque wurden wieder anderen Einheiten untergeordnet.
| Comandos (1911) | Märkte                  |
| --------------- | ----------------------- |
| Mothael         | Ermera, Remexio, Aileu  |
| Liquiçá         | Aipêlo, Boibau, Maubara |
| Hato-Lia        | Hato-Lia                |
| Batugadé        | Balibó                  |
| Lamakitos       | Bobonaro, Suai          |
| Manufahi        | Same                    |
| Manatuto        | Manatuto, Laclubar      |
| Baucau          | Baucau, Viqueque        |
| Lautém          | Lautém, Loré            |
| Okusse          | Pant Makassar           |
| Dilly (vila)    | Dilly                   |

1912 wurden die Sucos, als Verwaltungsebene eingeführt, um die traditionellen Herrscher zu umgehen. Zehn Jahre später bildeten die jeweiligen Bevölkerungszentren die ersten zivilen Verwaltungseinheiten, nachdem die militärische Gewalt über die Kolonie ihr Monopol gemäß dem Vertrag mit den Niederlanden 1914 verlor. Unter dem Gouverneur stand nun der Administrador, dem die Chefes de Posto gegenüber verpflichtet waren, für die termingerechte Abgabe der Steuern. Die Chefes de Posto konnten sowohl Portugiesen als auch Timoresen sein. Ihnen waren die Chefes de Suco unterstellt, die Verwaltungsaufgaben in ihrem Bereich erfüllten und eine Mittlerrolle zwischen der Bevölkerung und den Kolonialherren innehatten. Die Chefes de Suco stammten aus den Reihen der niederen, timoresischen Adligen (Dato) und mussten Portugiesisch sprechen und schreiben können und dem christlichen Glauben angehören. Ihnen gegenüber verantwortlich waren die Dorfvorsteher, die Chefes de Povoações. Interne soziale, rituelle und politische Aufgaben blieben dem Liurai zugewiesen.
Im Januar 1934 wurde mit den Circunscrições (singular: Circunscrição; deutsch Verwaltungsbezirk) ein ziviles Verwaltungssystem eingeführt. 1940 schuf man mit Dili den ersten Concelho (Kreis). Verwaltungsbezirke blieben weiterhin Suro (mit den heutigen Gemeinden Ermera und Aileu, Ainaro und Manufahi), Fronteira (heute Bobonaro und Cova Lima), Manatuto, Ocussi, Baucau (zusammen mit  Viqueque, später unter dem Namen São Domingos) und Lautém (zu dem damals noch Uatucarbau und der Osten Lagas gehörte). Loré bildete in Lautém ein eigenes Verwaltungsamt, das erst während der indonesischen Besatzung (1975–1999) verschwand.

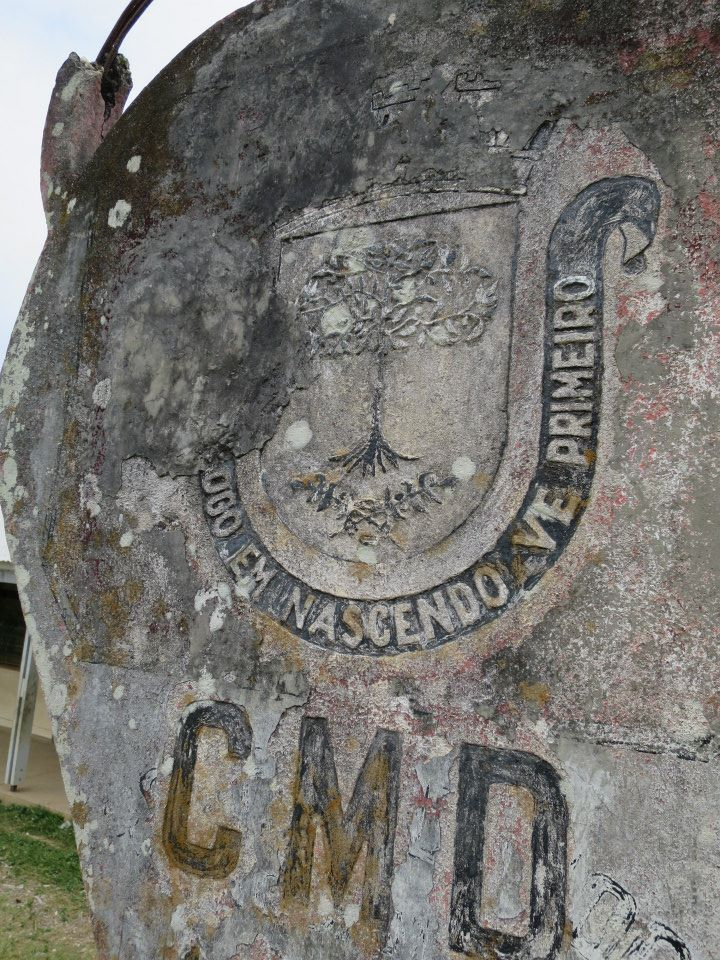
Relikt aus der Zeit, als Aileu noch zum Kreis Dili gehörte: Wappen Dilis auf einem Denkmal in Remexio von 1963

Karte aus dem Álbum Fontoura (vor 1940) mit den Verwaltungsbezirken und Postos Timors und den dort gesprochenen Sprachen
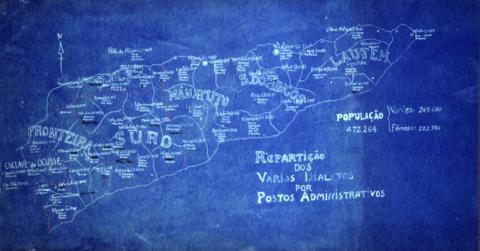
Portugiesisch-Timor
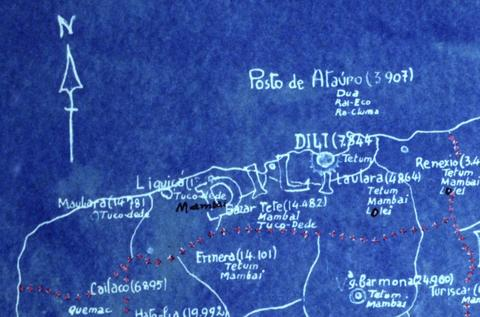
Dili
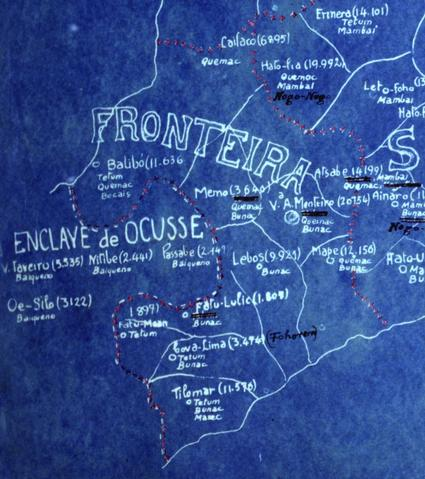
Fronteira
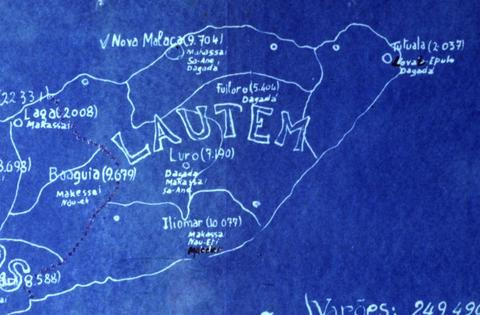
Lautém
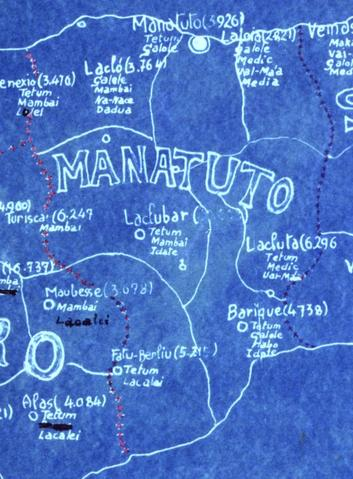
Manatuto
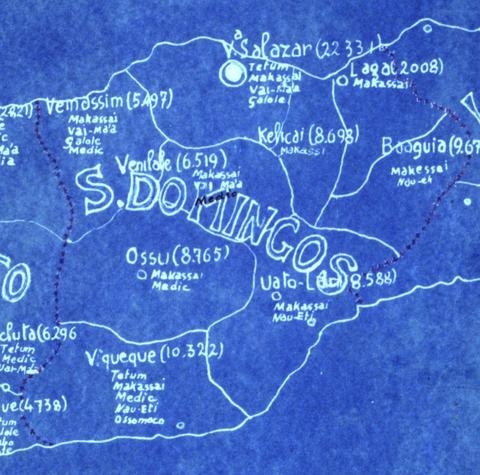
São Domingos
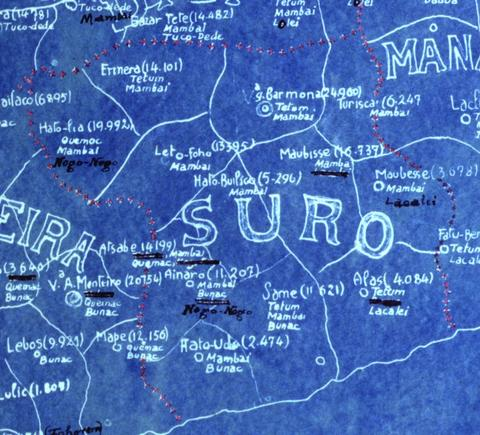
Suro (Soro)

### Nach dem Zweiten Weltkrieg und indonesische Besatzungszeit
Nach dem Zweiten Weltkrieg wurden zunächst alle Verwaltungseinheiten wieder zentral regiert, bis die kolonialen Verwaltungsstrukturen wieder aufgebaut waren. Am 18. Juli 1946 wurde Portugiesisch-Timor in den Kreis Dili und die neun Verwaltungsbezirke Bobonaro, Cova Lima, Oe-Cusse, Suro, Ermera, Manatuto, Baucau, Viqueque und Lautém aufgeteilt. Verwaltungssitz des neuen Cova Limas wurde Fohoren, doch nur wenige Jahre später wurden aus wirtschaftlichen Gründen alle Gebiete an der Grenze zu Westtimor wieder zum Verwaltungsbezirk Fronteira vereinigt, mit der Hauptstadt Bobonaro. Atsabe wechselte zwischen 1945 und 1955 von Fronteira zu Ermera.
| Conselho/Circunscrições (1955)     | Sitz           | Postos                                                                                               |
| ---------------------------------- | -------------- | --- |
| Concelho de Dili                   | Dili           | Dili, Aileu, Atauro, Remexio                                                                         |
| Circunscrição de Baucau            | Vila Salazar   | Vila Salazar, Baguia, Laga, Kelicai, Vemassim, Venilale                                              |
| Circunscrição Bobonaro (Fronteira) | Aubá           | Aubá, Atabai, Balibó, Cailaco, Fato-Lúlic, Fato-Méan, Fohorém, Lolotoi, Maliana, Mape, Suai, Tilomar |
| Circunscrição de Ermera            | Ermera         | Ermera, Atsabe, Bazar-Tete, Hato-Lia, Lete-Foho, Liquiçá, Maubara                                    |
| Circunscrição de Lautém            | Lospalos       | Lospalos, Iliômar, Lautém (mit dem Sitz in Môro), Luro, Tutuala                                      |
| Circunscrição de Manatuto          | Manatuto       | Manatuto, Lacló (mit dem Sitz in Manatuto), Laleia, Laclubar, Bàrique, Fato-Berliu                   |
| Circunscrição de Ocussi            | Pante Macassar | Pante Macassar, Nítibe, Oé-Silo                                                                      |
| Circunscrição de Suro              | Same           | Same, Ainaro, Alas, Hato-Builico, Hato-Udo, Maubisse, Turiscai                                       |
| Circunscrição de Viqueque          | Viqueque       | Viqueque, Lacluta, Ossú, Uato-Carbau, Uato Lári.                                                     |

Im Diploma Legislativo n.º 555 im Boletim Oficial de Timor vom 5. Juni 1955 wurden der Kreis Dili, die acht Verwaltungsbezirke und die Verwaltungsposten komplett aufgelistet und ihre Grenzen beschrieben. Am 5. Juli 1955 wurde die Strukturierung von Lissabon mit dem Dekret n.º 40228 bestätigt.
Im Mai 1960 wurden alle Verwaltungsbezirke außer Ocussi zu Kreisen erhoben und im Dekret n.º 43889 vom 1. September 1961 wurde Fronteira erneut in die Kreise Bobonaro und Cova Lima aufgeteilt. Nun gab es zehn administrative Einheiten:
- Concelho de Dili
- Concelho de Lautém
- Concelho de Viqueque
- Concelho de Manatuto
- Concelho de Suro
- Concelho de Baucau
- Concelho de Ermera
- Circunscrição de Ocussi
- Concelho de Bobonaro
- Concelho de Cova Lima[18]

Zwischen 1963 und 1970 wurden die Kreise Liquiçá, Same (1956, heute Manufahi) und Ainaro (1967) gebildet. Aileu, das von Suro nach dem Zweiten Weltkrieg zu Dili gewechselt war, wurde erst am 1. Juli 1973 zum eigenen Kreis. Im August 1973 wurde als letzte Circunscrição Oecussi-Ambeno zum Kreis. Die Administratoren waren am Ende der portugiesischen Kolonialzeit fast ausschließlich Mestizen. Nur einer der 13 war Europäer. Als untergeordnete Verwaltungseinheiten dienten postos administrativos, sucos, aldeias/povoação und bairros.

Indonesische Landkarte Osttimors mit den Grenzen der Kabupaten (1990er Jahre)

Während der indonesischen Besatzungszeit (1975–1999) wurde die Verwaltungsstruktur Osttimors der indonesischen angepasst. Dafür änderte man einfach die Bezeichnungen. Die Concelhos wurden zu kabupatens/Distrikte, postos zu kecamatans/Subdistrikte, sucos zu desas, aldeias zu kampungs und bairros zu RW (rukun warga) und RT (rukun tetangga). Parallel zur zivilen wurde auch eine militärische Verwaltungsstruktur aufgebaut. Der Gouverneur wurde jeweils für fünf Jahre von Präsident Suharto bestimmt und vom Rat der Volksrepräsentanten der Provinz (DPRD) bestätigt. Der Gouverneur bildete die Exekutive und war der Vorsitzende des DPRP und somit die höchste Autorität in der Provinz. Auch die einzelnen Distrikte hatten jeweils einen eigenen Rat mit 15 bis 20 Mitgliedern. Chef der Distrikte war ein ernannter Distriktsadministrator (Bupati). Mit Ende der indonesischen Besatzung verschwanden die indonesischsprachigen Bezeichnungen und die Namen „Distrikt“ und „Subdistrikt“ wurden in den neuen Amtssprachen Portugiesisch und Tetum verwendet.
Der Subdistrikt Fatuberlio kam zwischen 1956 und 1975 zu Same/Manufahi. Der Subdistrikt Turiscai war ursprünglich Teil des Kreises Same, kam aber bis zum Ende der portugiesischen Kolonialzeit 1975 aus geographischen Gründen zu Ainaro. Während der indonesischen Besatzung (1975–1999) kehrte Turiscai zu Manufahi zurück, während der Subdistrikt Hato-Udo zu Ainaro wechselte. Allgemein wurden die Grenzziehungen der Kolonialzeit von den Indonesiern mehrmals verändert.

### Unabhängiges Osttimor
| Namen der Verwaltungseinheiten (Oberhaupt)        | Namen der Verwaltungseinheiten (Oberhaupt) | Namen der Verwaltungseinheiten (Oberhaupt) | Namen der Verwaltungseinheiten (Oberhaupt)                    |
| Portugiesische Kolonialzeit                       | Indonesische Besatzung                     | Unabhängigkeit                             | seit 2014                                                     |
| ------------------------------------------------- | ------------------------------------------ | ------------------------------------------ | ------------------------------------------------------------- |
| Distrito/Concelho/Circunscrição (Administrator)   | Kabupaten (Bupati)                         | Distrito (Administrator)                   | Município (Administrator/ Presidente da Autoridade Municipal) |
| Posto (chefe de posto, encarregado de posto)      | Kecamatan (Camat)                          | Subdistrito (Administrator)                | Posto Administrativo (Administrator)                          |
| Suco (chefe de suco)                              | Desa (Kepala desa)                         | Suco (chefe de suco)                       | Suco (chefe de suco)                                          |
| Povação/Aldeia (chefe de povação/chefe de aldeia) | Dusun (Kepala dusun)                       | Aldeia (chefe de aldeia)                   | Aldeia (chefe de aldeia)                                      |

Der Subdistrikt Mape-Zumalai wurde bei der Gebietsreform 2003 vom Distrikt Ainaro zum Distrikt Cova Lima zurückverschoben. Auch die Grenze zwischen Baucau und Viqueque wurde geändert. Am 14. Juli 2004 wurden nochmals einige Veränderungen in der Verwaltungsstruktur durchgeführt. Im Subdistrikt Tilomar wurde ein vierter Suco geschaffen und die Sucos im Stadtgebiet von Dili nochmals umstrukturiert. Am 15. September 2009 wurden mit dem ministeriellen Dokument 199/2009 neue, offizielle Schreibweisen der Gebietsnamen herausgegeben und die Anzahl der Aldeias auf 2225 reduziert.
2014 erfolgte eine Umbenennung der bisherigen Distrikte (portugiesisch Distrito) in Gemeinden (portugiesisch Município) und der Subdistrikte (portugiesisch Subdistrito) in Verwaltungsämter (portugiesisch Posto Administrativo) mit dem Gesetz 4/2014 und der Regierungsverordnung 28/2014.
Während der Volkszählung von 2010 zeigte sich erneut, dass viele Grenzziehungen der damaligen Subdistrikte und Sucos, die in der indonesischen Besatzungszeit erfolgten, von lokalen Herrschern und der dortigen Bevölkerung nicht akzeptiert werden, so in den heutigen Gemeinden Baucau, Bobonaro, Dili, Ermera, Liquiçá, Manatuto und Manufahi. So kam es 2015 erneut zu einer Anpassung der administrativen Grenzen auf allen Ebenen und 2017 mit dem Diploma Ministerial 16/2017 vom 31. März „Kriasaun Sucos Foun“ die Schaffung von zehn neuen Sucos.
In dem veröffentlichten Gesetz gab es allerdings einige Fehler, die unter anderem auch die Zuordnung von Aldeias in der Gemeinde Dili betrafen, so dass am 9. Mai Korrekturen veröffentlicht wurden. Auch administrative Grenzen verschoben sich erneut. 2019 veröffentlichte die Direcção-Geral de Estatística erstmals Landkarten mit den aktuellen Grenzen aller Verwaltungseinheiten, inklusive der Aldeias. Die Daten für die Karten wurden vor Ort, mit Hilfe der Chefes de Suco, gesammelt. Sie zeigen Unterschiede zu den korrigierten Listen im Diploma Ministerial n.° 16/2017, wurden aber die offizielle Grundlage, auch für die Volkszählung 2021.
Am 19. Februar 2021 beschloss der Ministerrat mit dem II. Anhang an das Gesetz 11/2009 die Insel Atauro zur eigenständigen Gemeinde zu erklären. In der Gemeinde Ermera wurden die Sucos Lisapat, Mau-Ubo, Urahou, Fatubolo und Fatubessi von Hatulia abgetrennt, als neues Verwaltungsamt Hatulia B. In der Gemeinde Lautém wurde von Lospalos das neue Verwaltungsamt Loré abgetrennt. Das Nationalparlament stimmte den Plänen endgültig am 31. Mai 2021 einstimmig zu. Die Schaffung der Gemeinde Atauro und der Verwaltungsämter Hatulia B und Loré wurde am 1. Januar 2022 vollzogen.
2023 wurden eine Reihe neue Sucos feierlich eingeweiht, deren Schaffung zum 1. Oktober in Kraft trat.
- 16. Mai 2023: Coilate-Leten (Koliate Leten, Coliate-Leten) im Verwaltungsamt Hatulia[44][45]
- 17. Mai 2023: Der bisherige Suco Poetete wurde aufgeteilt in die Sucos Poetete Vila, Poetete Loduduque (Poetete Lodudu) und Samatrae (Verwaltungsamt Ermera) und von Ducurai wurde Assui-Lauque (Lodudu) abgetrennt (Verwaltungsamt Letefoho).[44][46]
- 7. Juni 2023: Builaique (Builai) und Caibada Makasa’e (Caibada Macasa) im Verwaltungsamt Baucau[44][47]
- 8. Juni 2023: Ueru-Mata (Ueru Mata) mit dem Ort Binagua im Verwaltungsamt Laga[44][48]
- 9. Juni 2023: Der bisherige Suco Macadique wurde aufgeteilt in die Sucos Macadique Uaitame, Macadique de Cima und Macadique de Baixo (Verwaltungsamt Uato-Lari).[44]

Neue Veränderungen brachte das Gesetz 14/2023 vom 24. Mai 2023. Am 1. Januar 2024 wurden drei neue Verwaltungsämter geschaffen werden. Von Maubara (Gemeinde Liquiçá) wurde das Verwaltungsamt Loes (Verwaltungssitz: Matu) mit den Sucos Vatuboro, Guiço und Lissadila abgetrennt. Von Quelicai (Gemeinde Baucau) wurden zwei neue Verwaltungsämter abgetrennt. Quelicai Antigo (Alt-Quelicai) mit den Sucos Afaçá, Namanei, Guruça und Abafala (Verwaltungssitz: Afaçá) und Matebian mit den Sucos Laisorolai de Cima, Laisorolai de Baixo, Lelalai, Abo und Maluro (Verwaltungssitz: Laisorolai de Baixo).

## Gemeinden
Osttimor hat 13 Gemeinden (portugiesisch Município, tetum Munisípiu) und als Sonderverwaltungsregion (portugiesisch Região Administrativa Especial) die Exklave Oe-Cusse Ambeno, die eine Sonderrolle einnimmt. In Artikel 71 der Verfassung Osttimors wird Oe-Cusse Ambeno diese in Verwaltung und Wirtschaftspolitik garantiert. An der faktischen Umsetzung dieses Verfassungsartikels haperte es allerdings zunächst. Wie auch in den anderen damaligen Distrikten Osttimors wurde in den ersten Jahren der Distriktsadministrator von der nationalen Regierung eingesetzt, ebenso die Administratoren der Subdistrikte. Erst am 18. Juni 2014 wurde mit dem Gesetz 03/2014 die Autoridade da Região Administrativa Especial de Oe-Cusse Ambeno (ARAEO) geschaffen. Zum Präsidenten der ARAEO wurde der ehemalige Premierminister Marí Alkatiri ernannt. Ihm wurden am 23. Januar 2015 vom Kabinett zusätzliche Befugnisse übertragen, um dem verfassungsmäßigen Sonderstatus Oe-Cusse Ambenos zu entsprechen. Die Insel Atauro wurde erst 2022 von Dili als eigenständige Gemeinde abgetrennt. Die Insel Jaco gehört zur Gemeinde Lautém.
| Nummer lt. Karte | Gemeinde        | ISO 3166-2:TL | Einwohner (2022) | Fläche 2010 in km² | Fläche seit 2015 in km² | Hauptstadt     |
| ---------------- | --------------- | ------------- | ---------------- | ------------------ | ----------------------- | -------------- |
| 06               | Aileu           | TL-AL         | 054.631          | 0.676,02           | 0.735,94                | Aileu          |
| 10               | Ainaro          | TL-AN         | 072.989          | 0.869,79           | 0.802,59                | Ainaro         |
| 14               | Atauro          | TL-AT         | 010.302          | -                  | 0.140,13 seit 2022      | Vila Maumeta   |
| 02               | Baucau          | TL-BA         | 133.881          | 1.507,95           | 1.504,17                | Baucau         |
| 11               | Bobonaro        | TL-BO         | 106.543          | 1.380,82           | 1.378,10                | Maliana        |
| 12               | Cova Lima       | TL-CO         | 073.909          | 1.206,66           | 1.198,59                | Suai           |
| 05               | Dili            | TL-DI         | 324.269          | 0.368,12           | 0.223,99 seit 2022      | Dili           |
| 09               | Ermera          | TL-ER         | 138.080          | 0.770,83           | 0.756,47                | Gleno          |
| 01               | Lautém          | TL-LA         | 069.836          | 1.813,11           | 1.816,68                | Lospalos       |
| 08               | Liquiçá         | TL-LI         | 083.689          | 0.550,95           | 0.559,92                | Liquiçá        |
| 04               | Manatuto        | TL-MT         | 050.989          | 1.785,96           | 1.783,34                | Manatuto       |
| 07               | Manufahi        | TL-MF         | 060.536          | 1.326,60           | 1.332,50                | Same           |
| 13               | Oe-Cusse Ambeno | TL-OE         | 080.726          | 0.817,23           | 0.813,62                | Pante Macassar |
| 03               | Viqueque        | TL-VI         | 080.054          | 1.880,39           | 1.872,68                | Viqueque       |

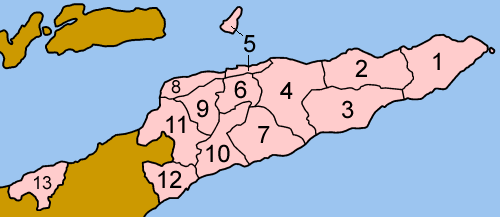
Die Distrikte Osttimors vor der Gebietsreform von 2003
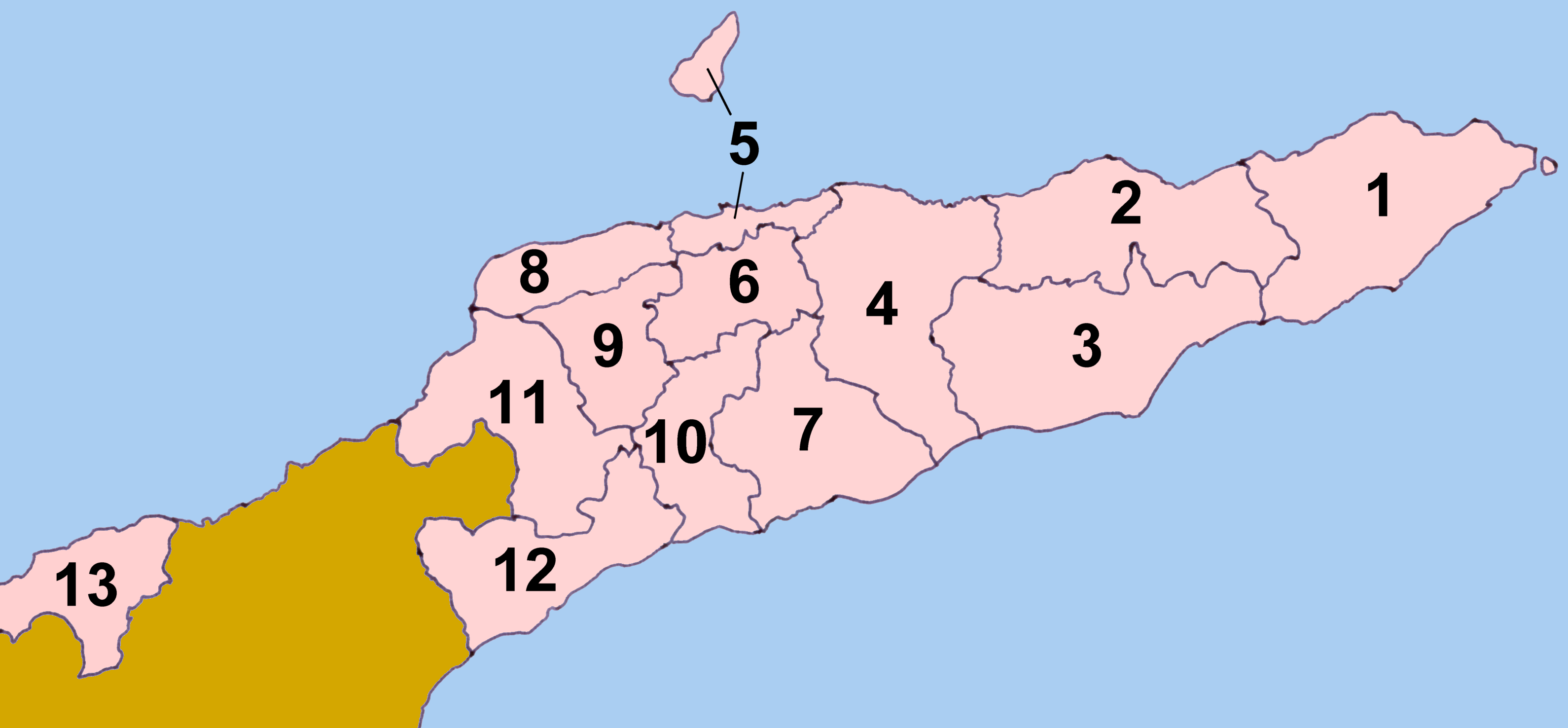
Die Distrikte Osttimors zwischen 2003 und 2015
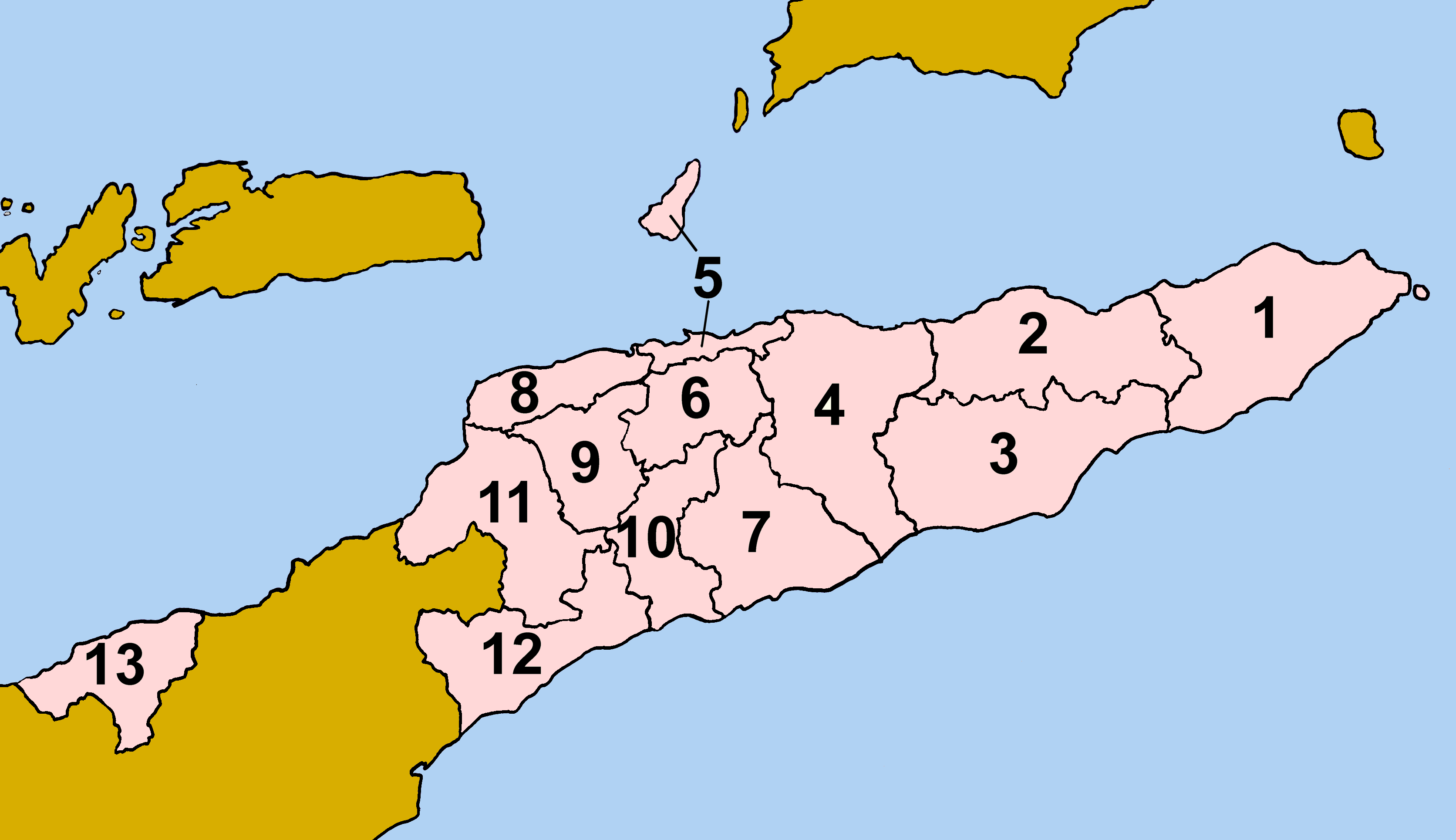
Die Gemeinden Osttimors zwischen 2015 und 2021
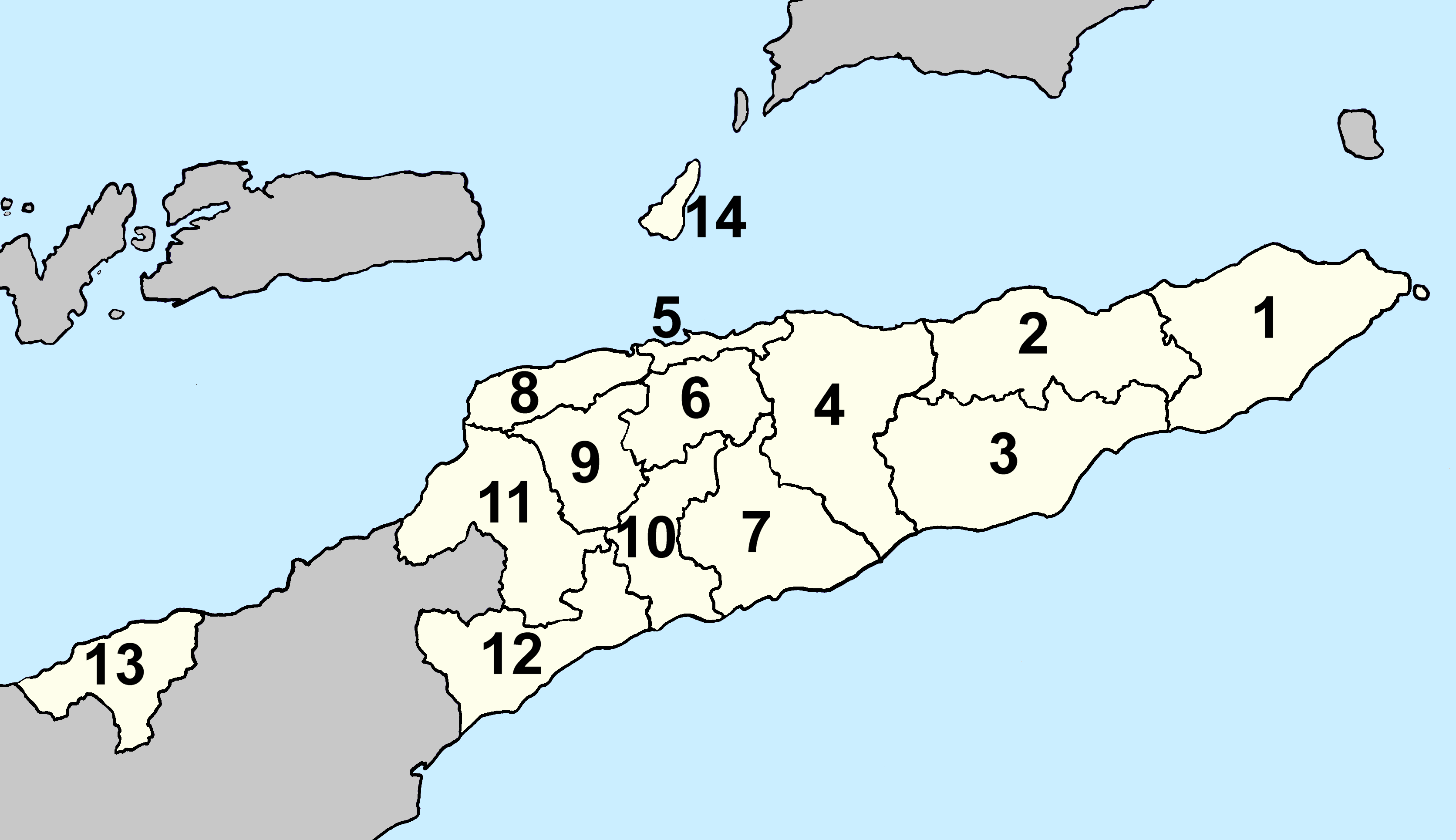
Die Gemeinden Osttimors seit 2022

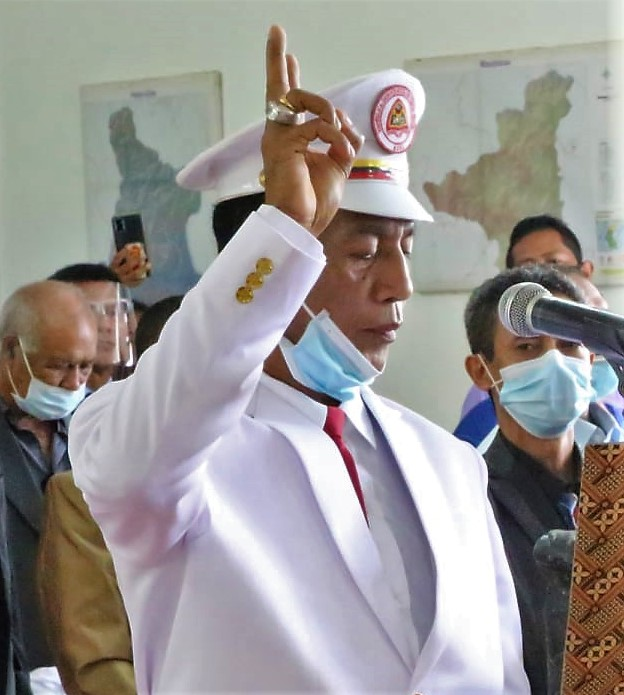
Vereidigung von Leovigildo Amaral Pereira, Administrator von Ainaro

Seit März 2008 war zur Dezentralisierung die Umwandlung der Distrikte in Gemeinden geplant. Das Gesetz 11/2009 vom 7. Oktober legte die geplante Umwandlung fest. Das Gesetz 04/2014 schuf das Gerüst für die weitere Dezentralisierung der Distrikte, gab den Administratoren ein größeres Budget von der Zentralregierung und stellte sie direkt über die meisten Behörden, die auf Gemeindeebene arbeiten. Auch die Administration der Verwaltungsämter ist der Gemeindeverwaltung unterstellt.
2015 erfolgte die Umsetzung. Aus den Distrikten wurden die Gemeinden. Jede erhielt zur eigenen Verwaltung zudem einen Konsultativrat. Der Administrator, beziehungsweise der Präsident der Gemeindeverwaltungen (portugiesisch Presidente da Autoridade Municipal, tetum Prezidente Autoridade Munisipál, PAM), wie der Leiter in einigen Gemeinden inzwischen heißt, sorgen für die Umsetzung von Beschlüssen und ist verantwortlich für die kommunalen Behörden. Früher war die Amtszeit des Administrators auf drei Jahre begrenzt, mit der Möglichkeit einer Verlängerung um weitere drei Jahre. Nun ist die Amtszeit von Administratoren und Gemeindepräsidenten auf fünf Jahre festgelegt. Die Auswahl der Amtsträger erfolgt durch eine schriftliche Prüfung. Physische und psychische Eignung werden geprüft, ebenso Kenntnisse über die öffentliche Verwaltung, öffentliches Management, öffentliche Finanzen, strategische und operative Planung und öffentliches Auftragswesen. Außerdem werden Computerkenntnisse gefordert und die Sprachfähigkeit in den beiden Amtssprachen Tetum und Portugiesisch. Der Kandidat muss osttimoresischer Staatsbürger und volljährig sein sowie bereits mindestens fünf Jahre in der öffentlichen Verwaltung gearbeitet haben. Der Ministerrat nominiert dann nach Rücksprache mit dem Konsultativrat der Gemeinde und der interministeriellen technischen Gruppe für die Dezentralisierung der Verwaltung den neuen Administrator oder Präsidenten.

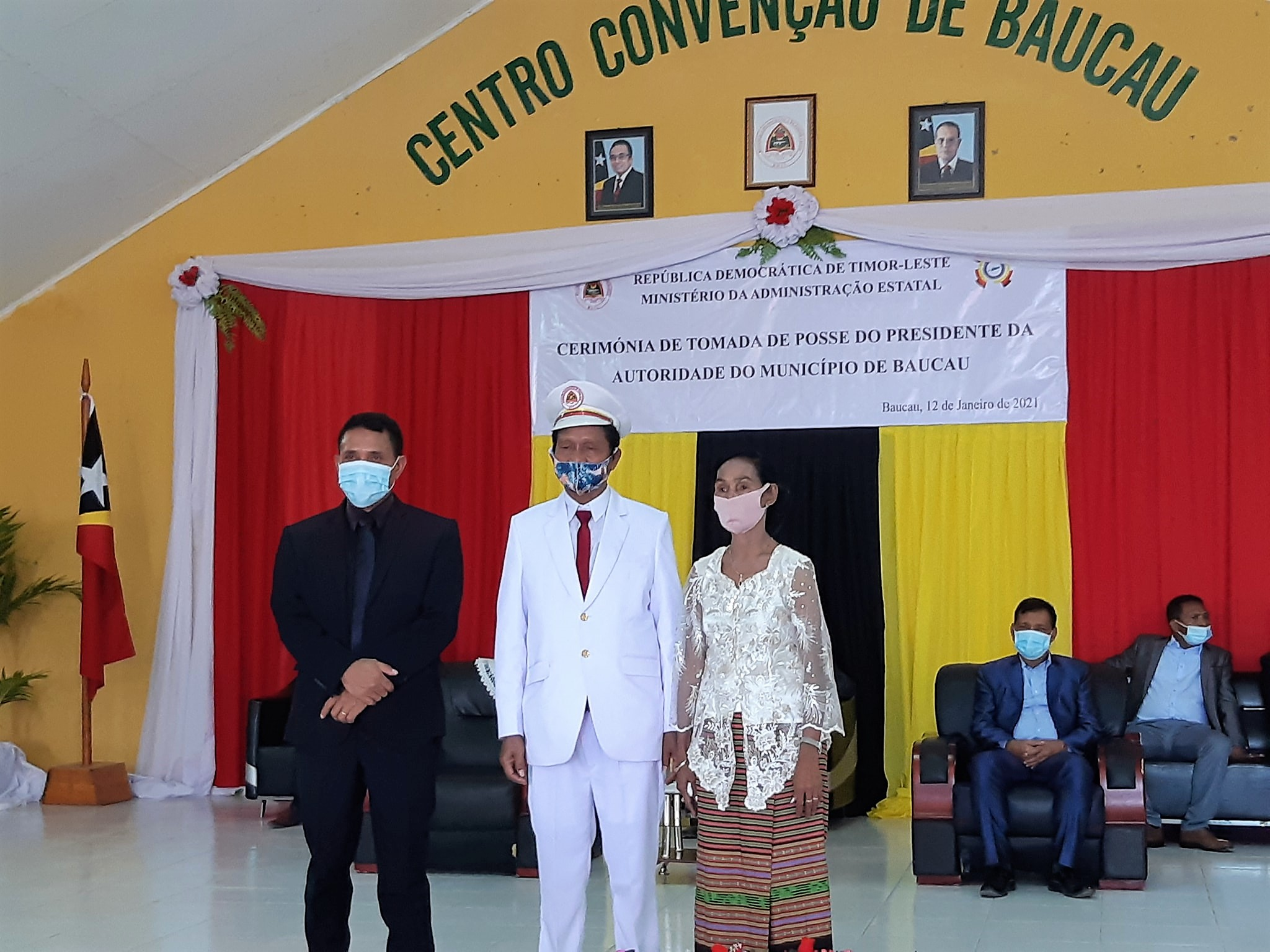
Olivio Freitas, Präsident der Gemeindeverwaltung von Baucau

Unterschiede der Kompetenzen zwischen Administrator und Präsidenten, sind nicht ersichtlich. Beiden unterliegen folgende Aufgaben:
1. Genehmigung der Ausführung von Ausgaben und Bestellung der Öffnung von Vergabeverfahren, Vergabe und Ausführung öffentlicher Aufträge. Dazu gehören:
  1. die Durchführung von Reparatur- oder Restaurierungsarbeiten an den Gebäuden, die dem Dienst der jeweiligen Gemeindeverwaltung und -behörden zugewiesen sind;
  2. die externe Beauftragung für Sammlung, Transport und Deponierung von Siedlungsabfällen in den jeweiligen Gemeinden;
  3. die externe Beauftragung von Wartungs- oder Instandsetzungsdienstleistungen für staatliche Fahrzeuge, die der Gemeindeverwaltung und -behörden zugeordnet sind;
  4. die externe Beschaffung von Kraftstoff für Generatoren, Motoren oder Kraftfahrzeuge, die für die Durchführung der Dienstleistung der Gemeindeverwaltung und -behörden verwendet werden;
  5. die externe Beschaffung von Ortsschildern und „Polizeinummern“;
  6. der Bau, die Reparatur oder Instandhaltung von Gärten und Stadtparks;
  7. der Bau und die Ausstattung von Parkhäusern in städtischen Gebieten;
  8. die Verbesserung des städtischen Abfallbewirtschaftungsnetzes.
2. Gewährleistung der Erstellung, Durchführung und Berichterstattung über die Umsetzung des kommunalen Haushaltsprogramms;
3. Aufstellung der Ortsschilder und Polizeinummern.[65]

## Verwaltungsämter
| Kreis/Distrikt | Verwaltungsämter 1974 (port. Kolonie)                        | Subdistrikte 1994 (indon. Besatzung)                            |
| -------------- | ------------------------------------------------------------ | --------------------------------------------------------------- |
| Aileu          | Aileu, Remexio, Laulara, Lequidoe                            | Aileu, Remexio, Laulara, Lequidoe                               |
| Ainaro         | Ainaro, Maubessi, Hato-Builico, Turiscai                     | Ainaro, Maubessi, Hato-Builico, Hato-Udo, Mape (Zumalai)        |
| Baucau         | Baucau, Vemasse, Laga, Baguia, Venilale, Quelicai            | Baucau, Vemasse, Laga, Baguia, Venilale, Quelicai               |
| Bobonaro       | Bobonaro, Maliana, Lolotoe, Atabae, Balibo, Cailaco, Lebos   | Bobonaro, Maliana, Lolotoi, Atabai, Balibo                      |
| Cova Lima      | Suai, Tilomar, Fohorem, Fatululic, Fatu-Mean, Mape (Zumalai) | Suai, Tilomar, Fohorem, Fatululic, Fatu-Mean                    |
| Dili           | Dili, Atauro, Metinaro                                       | Dili Timur (Ost-Dili), Dili Barat (West-Dili), Atauro, Metinaro |
| Ermera         | Ermera, Atsabe, Hato-Lia, Letefoho, Railaco                  | Ermera, Atsabe, Hatolia, Letefoho, Railaco                      |
| Lautém         | Lospalos, Luro, Iliomar, Lautém, Tutuala, Loré               | Lospalos, Luro, Iliomar, Lautem, Tutuala                        |
| Liquiçá        | Liquiçá, Bazartete, Maubara                                  | Liquica, Bazartete, Maubara                                     |
| Manatuto       | Manatuto, Laclubar, Soibada, Barique, Laclo, Laleia          | Manatuto, Laclubar, Soibada, Barique, Laclo, Laleia             |
| Same/Manufahi  | Same, Alas, Fatu-Berliu, Hatudo                              | Same, Alas, Fatuberliu, Turiscai                                |
| Oecussi/Ambeno | Pante Macassar, Oe-Sili, Nitibe, Passabe                     | Pante Makasar, Oe-Silo, Nitibe, Pasabe                          |
| Viqueque       | Viqueque, Ossu, Uato-Carabau, Uato-Lari, Lacluta             | Viqueque, Ossu, Uato-Carabau, Uato-Lari, Lacluta                |

Die 13 Gemeinden und die Sonderverwaltungsregion teilt sich seit dem 1. Januar 2024 in insgesamt 70 Verwaltungsämter (portugiesisch Posto Administrativo, tetum Postu administrativu) auf, ehemals Subdistrikte, wobei die Gemeinde Atauro mit dem Verwaltungsamt Atauro identisch ist.
Man greift damit die Bezeichnung aus der portugiesischen Kolonialzeit wieder auf. Jeder Administration eines Verwaltungsamtes ist ein Suco als Sitz zugewiesen. Geführt werden die Verwaltungsämter von Administratoren, die der Gemeindeverwaltung unterstellt sind.
Die folgende Karte zeigt die Grenzen zwischen 2022 und 2023:

## Organigramm der Administration von Gemeinde und Verwaltungsamt
|                                                      |                                                      |                                                               |                                                               |                                                               |                                                               |                                                               |                                                               |                                               |                                               |                                                                     |                                                                     |                                                                     |                                                                     |                                                                     |                                                                     |                                                                               |                                                                               |                                                                               |                                                                               |                                                                               |                                                                               | Präsident der Gemeindeverwaltung                |                                                 |                                     |                                     |                                     |                                     |                                                                                             |                                                                                             |                                                                                             |                                                                                             |                                                                                             |                                                                                             |  |  |                                                        |                                                        |                                                        |                                                        |                                                        |                                                        |  |  | | | | | | |  |  |  |  |  |  |  |  |  |  |  |  |  |  |  |  |  |  |  |  |  |  |  |  |  |  |  |  |  |  |
|                                                      |                                                      |                                                               |                                                               |                                                               |                                                               |                                                               |                                                               |                                               |                                               |                                                                     |                                                                     |                                                                     |                                                                     |                                                                     |                                                                     |                                                                               |                                                                               |                                                                               |                                                                               |                                                                               |                                                                               |                                                 |                                                 |                                     |                                     |                                     |                                     |                                                                                             |                                                                                             |                                                                                             |                                                                                             |                                                                                             |                                                                                             |  |  |                                                        |                                                        |                                                        |                                                        |                                                        |                                                        |  |  | | | | | | |  |  |  |  |  |  |  |  |  |  |  |  |  |  |  |  |  |  |  |  |  |  |  |  |  |  |  |  |  |  |
|                                                      |                                                      |                                                               |                                                               |                                                               |                                                               |                                                               |                                                               |                                               |                                               |                                                                     |                                                                     |                                                                     |                                                                     |                                                                     |                                                                     |                                                                               |                                                                               |                                                                               |                                                                               |                                                                               |                                                                               |                                                 |                                                 |                                     |                                     |                                     |                                     |                                                                                             |                                                                                             |                                                                                             |                                                                                             |                                                                                             |                                                                                             |  |  |                                                        |                                                        |                                                        |                                                        |                                                        |                                                        |  |  | | | | | | |  |  |  |  |  |  |  |  |  |  |  |  |  |  |  |  |  |  |  |  |  |  |  |  |  |  |  |  |  |  |
| Gemeindesekretär generelle Aufgaben                  | Gemeindesekretär generelle Aufgaben                  | Gemeindesekretär generelle Aufgaben                           | Gemeindesekretär generelle Aufgaben                           | Gemeindesekretär generelle Aufgaben                           | Gemeindesekretär generelle Aufgaben                           |                                                               |                                                               | Gemeindesekretär Finanzmanagement             | Gemeindesekretär Finanzmanagement             | Gemeindesekretär Finanzmanagement                                   | Gemeindesekretär Finanzmanagement                                   | Gemeindesekretär Finanzmanagement                                   | Gemeindesekretär Finanzmanagement                                   |                                                                     |                                                                     | Gemeindesekretär lokale Entwicklung                                           | Gemeindesekretär lokale Entwicklung                                           | Gemeindesekretär lokale Entwicklung                                           | Gemeindesekretär lokale Entwicklung                                           | Gemeindesekretär lokale Entwicklung                                           | Gemeindesekretär lokale Entwicklung                                           |                                                 |                                                 |                                     |                                     |                                     |                                     | Beratender Kommunalrat                                                                      | Beratender Kommunalrat                                                                      | Beratender Kommunalrat                                                                      | Beratender Kommunalrat                                                                      | Beratender Kommunalrat                                                                      | Beratender Kommunalrat                                                                      |  |  | Koordinierender Kommunalrat                            | Koordinierender Kommunalrat                            | Koordinierender Kommunalrat                            | Koordinierender Kommunalrat                            | Koordinierender Kommunalrat                            | Koordinierender Kommunalrat                            |  |  | | | | | | |  |  |  |  |  |  |  |  |  |  |  |  |  |  |  |  |  |  |  |  |  |  |  |  |  |  |  |  |  |  |
| Gemeindesekretär generelle Aufgaben                  | Gemeindesekretär generelle Aufgaben                  | Gemeindesekretär generelle Aufgaben                           | Gemeindesekretär generelle Aufgaben                           | Gemeindesekretär generelle Aufgaben                           | Gemeindesekretär generelle Aufgaben                           |                                                               |                                                               | Gemeindesekretär Finanzmanagement             | Gemeindesekretär Finanzmanagement             | Gemeindesekretär Finanzmanagement                                   | Gemeindesekretär Finanzmanagement                                   | Gemeindesekretär Finanzmanagement                                   | Gemeindesekretär Finanzmanagement                                   |                                                                     |                                                                     | Gemeindesekretär lokale Entwicklung                                           | Gemeindesekretär lokale Entwicklung                                           | Gemeindesekretär lokale Entwicklung                                           | Gemeindesekretär lokale Entwicklung                                           | Gemeindesekretär lokale Entwicklung                                           | Gemeindesekretär lokale Entwicklung                                           |                                                 |                                                 |                                     |                                     |                                     |                                     | Beratender Kommunalrat                                                                      | Beratender Kommunalrat                                                                      | Beratender Kommunalrat                                                                      | Beratender Kommunalrat                                                                      | Beratender Kommunalrat                                                                      | Beratender Kommunalrat                                                                      |  |  | Koordinierender Kommunalrat                            | Koordinierender Kommunalrat                            | Koordinierender Kommunalrat                            | Koordinierender Kommunalrat                            | Koordinierender Kommunalrat                            | Koordinierender Kommunalrat                            |  |  | | | | | | |  |  |  |  |  |  |  |  |  |  |  |  |  |  |  |  |  |  |  |  |  |  |  |  |  |  |  |  |  |  |
|                                                      |                                                      |                                                               |                                                               |                                                               |                                                               |                                                               |                                                               |                                               |                                               |                                                                     |                                                                     |                                                                     |                                                                     |                                                                     |                                                                     |                                                                               |                                                                               |                                                                               |                                                                               |                                                                               |                                                                               |                                                 |                                                 |                                     |                                     |                                     |                                     |                                                                                             |                                                                                             |                                                                                             |                                                                                             |                                                                                             |                                                                                             |  |  |                                                        |                                                        |                                                        |                                                        |                                                        |                                                        |  |  | | | | | | |  |  |  |  |  |  |  |  |  |  |  |  |  |  |  |  |  |  |  |  |  |  |  |  |  |  |  |  |  |  |
| Kommunale Planungsagentur                            | Kommunale Planungsagentur                            | Kommunale Planungsagentur                                     | Kommunale Planungsagentur                                     | Kommunale Planungsagentur                                     | Kommunale Planungsagentur                                     |                                                               |                                                               | Kommunale Finanzagentur                       | Kommunale Finanzagentur                       | Kommunale Finanzagentur                                             | Kommunale Finanzagentur                                             | Kommunale Finanzagentur                                             | Kommunale Finanzagentur                                             |                                                                     |                                                                     | Kabinett für technische Unterstützung                                         | Kabinett für technische Unterstützung                                         | Kabinett für technische Unterstützung                                         | Kabinett für technische Unterstützung                                         | Kabinett für technische Unterstützung                                         | Kabinett für technische Unterstützung                                         |                                                 |                                                 |                                     |                                     |                                     |                                     | Kommunaler Dienst für Bildung                                                               | Kommunaler Dienst für Bildung                                                               | Kommunaler Dienst für Bildung                                                               | Kommunaler Dienst für Bildung                                                               | Kommunaler Dienst für Bildung                                                               | Kommunaler Dienst für Bildung                                                               |  |  | Kommunaler Dienst für Register, Notariat und Grundbuch | Kommunaler Dienst für Register, Notariat und Grundbuch | Kommunaler Dienst für Register, Notariat und Grundbuch | Kommunaler Dienst für Register, Notariat und Grundbuch | Kommunaler Dienst für Register, Notariat und Grundbuch | Kommunaler Dienst für Register, Notariat und Grundbuch |  |  | Kommunaler Dienst Ernährungssicherheit                                                                         | Kommunaler Dienst Ernährungssicherheit                                                                         | Kommunaler Dienst Ernährungssicherheit                                                                         | Kommunaler Dienst Ernährungssicherheit                                                                         | Kommunaler Dienst Ernährungssicherheit                                                                         | Kommunaler Dienst Ernährungssicherheit                                                                         |  |  |  |  |  |  |  |  |  |  |  |  |  |  |  |  |  |  |  |  |  |  |  |  |  |  |  |  |  |  |
| Kommunale Planungsagentur                            | Kommunale Planungsagentur                            | Kommunale Planungsagentur                                     | Kommunale Planungsagentur                                     | Kommunale Planungsagentur                                     | Kommunale Planungsagentur                                     |                                                               |                                                               | Kommunale Finanzagentur                       | Kommunale Finanzagentur                       | Kommunale Finanzagentur                                             | Kommunale Finanzagentur                                             | Kommunale Finanzagentur                                             | Kommunale Finanzagentur                                             |                                                                     |                                                                     | Kabinett für technische Unterstützung                                         | Kabinett für technische Unterstützung                                         | Kabinett für technische Unterstützung                                         | Kabinett für technische Unterstützung                                         | Kabinett für technische Unterstützung                                         | Kabinett für technische Unterstützung                                         |                                                 |                                                 |                                     |                                     |                                     |                                     | Kommunaler Dienst für Bildung                                                               | Kommunaler Dienst für Bildung                                                               | Kommunaler Dienst für Bildung                                                               | Kommunaler Dienst für Bildung                                                               | Kommunaler Dienst für Bildung                                                               | Kommunaler Dienst für Bildung                                                               |  |  | Kommunaler Dienst für Register, Notariat und Grundbuch | Kommunaler Dienst für Register, Notariat und Grundbuch | Kommunaler Dienst für Register, Notariat und Grundbuch | Kommunaler Dienst für Register, Notariat und Grundbuch | Kommunaler Dienst für Register, Notariat und Grundbuch | Kommunaler Dienst für Register, Notariat und Grundbuch |  |  | Kommunaler Dienst Ernährungssicherheit                                                                         | Kommunaler Dienst Ernährungssicherheit                                                                         | Kommunaler Dienst Ernährungssicherheit                                                                         | Kommunaler Dienst Ernährungssicherheit                                                                         | Kommunaler Dienst Ernährungssicherheit                                                                         | Kommunaler Dienst Ernährungssicherheit                                                                         |  |  |  |  |  |  |  |  |  |  |  |  |  |  |  |  |  |  |  |  |  |  |  |  |  |  |  |  |  |  |
|                                                      |                                                      |                                                               |                                                               |                                                               |                                                               |                                                               |                                                               |                                               |                                               |                                                                     |                                                                     |                                                                     |                                                                     |                                                                     |                                                                     |                                                                               |                                                                               |                                                                               |                                                                               |                                                                               |                                                                               |                                                 |                                                 |                                     |                                     |                                     |                                     |                                                                                             |                                                                                             |                                                                                             |                                                                                             |                                                                                             |                                                                                             |  |  |                                                        |                                                        |                                                        |                                                        |                                                        |                                                        |  |  | | | | | | |  |  |  |  |  |  |  |  |  |  |  |  |  |  |  |  |  |  |  |  |  |  |  |  |  |  |  |  |  |  |
|                                                      |                                                      | Behörde für Zukunftsplanung und Entwicklung                   | Behörde für Zukunftsplanung und Entwicklung                   | Behörde für Zukunftsplanung und Entwicklung                   | Behörde für Zukunftsplanung und Entwicklung                   | Behörde für Zukunftsplanung und Entwicklung                   | Behörde für Zukunftsplanung und Entwicklung                   |                                               |                                               |                                                                     |                                                                     |                                                                     |                                                                     |                                                                     |                                                                     |                                                                               |                                                                               |                                                                               |                                                                               |                                                                               |                                                                               |                                                 |                                                 |                                     |                                     |                                     |                                     | Behörde für Entwicklung und Leitung der Schulen                                             | Behörde für Entwicklung und Leitung der Schulen                                             | Behörde für Entwicklung und Leitung der Schulen                                             | Behörde für Entwicklung und Leitung der Schulen                                             | Behörde für Entwicklung und Leitung der Schulen                                             | Behörde für Entwicklung und Leitung der Schulen                                             |  |  | Behörde für Register und Notariat                      | Behörde für Register und Notariat                      | Behörde für Register und Notariat                      | Behörde für Register und Notariat                      | Behörde für Register und Notariat                      | Behörde für Register und Notariat                      |  |  | Behörde für Überwachung der Ernährungssicherheit                                                               | Behörde für Überwachung der Ernährungssicherheit                                                               | Behörde für Überwachung der Ernährungssicherheit                                                               | Behörde für Überwachung der Ernährungssicherheit                                                               | Behörde für Überwachung der Ernährungssicherheit                                                               | Behörde für Überwachung der Ernährungssicherheit                                                               |  |  |  |  |  |  |  |  |  |  |  |  |  |  |  |  |  |  |  |  |  |  |  |  |  |  |  |  |  |  |
|                                                      |                                                      | Behörde für Zukunftsplanung und Entwicklung                   | Behörde für Zukunftsplanung und Entwicklung                   | Behörde für Zukunftsplanung und Entwicklung                   | Behörde für Zukunftsplanung und Entwicklung                   | Behörde für Zukunftsplanung und Entwicklung                   | Behörde für Zukunftsplanung und Entwicklung                   |                                               |                                               |                                                                     |                                                                     |                                                                     |                                                                     |                                                                     |                                                                     |                                                                               |                                                                               |                                                                               |                                                                               |                                                                               |                                                                               |                                                 |                                                 |                                     |                                     |                                     |                                     | Behörde für Entwicklung und Leitung der Schulen                                             | Behörde für Entwicklung und Leitung der Schulen                                             | Behörde für Entwicklung und Leitung der Schulen                                             | Behörde für Entwicklung und Leitung der Schulen                                             | Behörde für Entwicklung und Leitung der Schulen                                             | Behörde für Entwicklung und Leitung der Schulen                                             |  |  | Behörde für Register und Notariat                      | Behörde für Register und Notariat                      | Behörde für Register und Notariat                      | Behörde für Register und Notariat                      | Behörde für Register und Notariat                      | Behörde für Register und Notariat                      |  |  | Behörde für Überwachung der Ernährungssicherheit                                                               | Behörde für Überwachung der Ernährungssicherheit                                                               | Behörde für Überwachung der Ernährungssicherheit                                                               | Behörde für Überwachung der Ernährungssicherheit                                                               | Behörde für Überwachung der Ernährungssicherheit                                                               | Behörde für Überwachung der Ernährungssicherheit                                                               |  |  |  |  |  |  |  |  |  |  |  |  |  |  |  |  |  |  |  |  |  |  |  |  |  |  |  |  |  |  |
|                                                      |                                                      | Behörde für Betreuung und Bewertung                           | Behörde für Betreuung und Bewertung                           | Behörde für Betreuung und Bewertung                           | Behörde für Betreuung und Bewertung                           | Behörde für Betreuung und Bewertung                           | Behörde für Betreuung und Bewertung                           |                                               |                                               |                                                                     |                                                                     |                                                                     |                                                                     |                                                                     |                                                                     |                                                                               |                                                                               |                                                                               |                                                                               |                                                                               |                                                                               |                                                 |                                                 |                                     |                                     |                                     |                                     | Behörde für Leitung der Bildungsprogramme                                                   | Behörde für Leitung der Bildungsprogramme                                                   | Behörde für Leitung der Bildungsprogramme                                                   | Behörde für Leitung der Bildungsprogramme                                                   | Behörde für Leitung der Bildungsprogramme                                                   | Behörde für Leitung der Bildungsprogramme                                                   |  |  | Behörde für Grundstücke und Eigentum                   | Behörde für Grundstücke und Eigentum                   | Behörde für Grundstücke und Eigentum                   | Behörde für Grundstücke und Eigentum                   | Behörde für Grundstücke und Eigentum                   | Behörde für Grundstücke und Eigentum                   |  |  | Behörde für Information und Förderung der Ernährungssicherheit                                                 | Behörde für Information und Förderung der Ernährungssicherheit                                                 | Behörde für Information und Förderung der Ernährungssicherheit                                                 | Behörde für Information und Förderung der Ernährungssicherheit                                                 | Behörde für Information und Förderung der Ernährungssicherheit                                                 | Behörde für Information und Förderung der Ernährungssicherheit                                                 |  |  |  |  |  |  |  |  |  |  |  |  |  |  |  |  |  |  |  |  |  |  |  |  |  |  |  |  |  |  |
|                                                      |                                                      | Behörde für Betreuung und Bewertung                           | Behörde für Betreuung und Bewertung                           | Behörde für Betreuung und Bewertung                           | Behörde für Betreuung und Bewertung                           | Behörde für Betreuung und Bewertung                           | Behörde für Betreuung und Bewertung                           |                                               |                                               |                                                                     |                                                                     |                                                                     |                                                                     |                                                                     |                                                                     |                                                                               |                                                                               |                                                                               |                                                                               |                                                                               |                                                                               |                                                 |                                                 |                                     |                                     |                                     |                                     | Behörde für Leitung der Bildungsprogramme                                                   | Behörde für Leitung der Bildungsprogramme                                                   | Behörde für Leitung der Bildungsprogramme                                                   | Behörde für Leitung der Bildungsprogramme                                                   | Behörde für Leitung der Bildungsprogramme                                                   | Behörde für Leitung der Bildungsprogramme                                                   |  |  | Behörde für Grundstücke und Eigentum                   | Behörde für Grundstücke und Eigentum                   | Behörde für Grundstücke und Eigentum                   | Behörde für Grundstücke und Eigentum                   | Behörde für Grundstücke und Eigentum                   | Behörde für Grundstücke und Eigentum                   |  |  | Behörde für Information und Förderung der Ernährungssicherheit                                                 | Behörde für Information und Förderung der Ernährungssicherheit                                                 | Behörde für Information und Förderung der Ernährungssicherheit                                                 | Behörde für Information und Förderung der Ernährungssicherheit                                                 | Behörde für Information und Förderung der Ernährungssicherheit                                                 | Behörde für Information und Förderung der Ernährungssicherheit                                                 |  |  |  |  |  |  |  |  |  |  |  |  |  |  |  |  |  |  |  |  |  |  |  |  |  |  |  |  |  |  |
|                                                      |                                                      |                                                               |                                                               |                                                               |                                                               |                                                               |                                                               |                                               |                                               |                                                                     |                                                                     |                                                                     |                                                                     |                                                                     |                                                                     |                                                                               |                                                                               |                                                                               |                                                                               |                                                                               |                                                                               |                                                 |                                                 |                                     |                                     |                                     |                                     |                                                                                             |                                                                                             |                                                                                             |                                                                                             |                                                                                             |                                                                                             |  |  |                                                        |                                                        |                                                        |                                                        |                                                        |                                                        |  |  | | | | | | |  |  |  |  |  |  |  |  |  |  |  |  |  |  |  |  |  |  |  |  |  |  |  |  |  |  |  |  |  |  |
|                                                      |                                                      |                                                               |                                                               |                                                               |                                                               |                                                               |                                                               |                                               |                                               |                                                                     |                                                                     |                                                                     |                                                                     |                                                                     |                                                                     |                                                                               |                                                                               |                                                                               |                                                                               |                                                                               |                                                                               |                                                 |                                                 |                                     |                                     |                                     |                                     |                                                                                             |                                                                                             |                                                                                             |                                                                                             |                                                                                             |                                                                                             |  |  |                                                        |                                                        |                                                        |                                                        |                                                        |                                                        |  |  | | | | | | |  |  |  |  |  |  |  |  |  |  |  |  |  |  |  |  |  |  |  |  |  |  |  |  |  |  |  |  |  |  |
| Kommunaler Dienst für Administration und Personal    | Kommunaler Dienst für Administration und Personal    | Kommunaler Dienst für Administration und Personal             | Kommunaler Dienst für Administration und Personal             | Kommunaler Dienst für Administration und Personal             | Kommunaler Dienst für Administration und Personal             |                                                               |                                                               | Kommunaler Dienst für Bereitstellungen        | Kommunaler Dienst für Bereitstellungen        | Kommunaler Dienst für Bereitstellungen                              | Kommunaler Dienst für Bereitstellungen                              | Kommunaler Dienst für Bereitstellungen                              | Kommunaler Dienst für Bereitstellungen                              |                                                                     |                                                                     | Kommunaler Dienst für Vermögen und Logistik                                   | Kommunaler Dienst für Vermögen und Logistik                                   | Kommunaler Dienst für Vermögen und Logistik                                   | Kommunaler Dienst für Vermögen und Logistik                                   | Kommunaler Dienst für Vermögen und Logistik                                   | Kommunaler Dienst für Vermögen und Logistik                                   |                                                 |                                                 |                                     |                                     |                                     |                                     | Kommunaler Gesundheitsdienst                                                                | Kommunaler Gesundheitsdienst                                                                | Kommunaler Gesundheitsdienst                                                                | Kommunaler Gesundheitsdienst                                                                | Kommunaler Gesundheitsdienst                                                                | Kommunaler Gesundheitsdienst                                                                |  |  | Kommunaler Dienst für Soziale Maßnahmen                | Kommunaler Dienst für Soziale Maßnahmen                | Kommunaler Dienst für Soziale Maßnahmen                | Kommunaler Dienst für Soziale Maßnahmen                | Kommunaler Dienst für Soziale Maßnahmen                | Kommunaler Dienst für Soziale Maßnahmen                |  |  | Kommunaler Dienst für Wasser, sanitäre Versorgung und Umwelt                                                   | Kommunaler Dienst für Wasser, sanitäre Versorgung und Umwelt                                                   | Kommunaler Dienst für Wasser, sanitäre Versorgung und Umwelt                                                   | Kommunaler Dienst für Wasser, sanitäre Versorgung und Umwelt                                                   | Kommunaler Dienst für Wasser, sanitäre Versorgung und Umwelt                                                   | Kommunaler Dienst für Wasser, sanitäre Versorgung und Umwelt                                                   |  |  |  |  |  |  |  |  |  |  |  |  |  |  |  |  |  |  |  |  |  |  |  |  |  |  |  |  |  |  |
| Kommunaler Dienst für Administration und Personal    | Kommunaler Dienst für Administration und Personal    | Kommunaler Dienst für Administration und Personal             | Kommunaler Dienst für Administration und Personal             | Kommunaler Dienst für Administration und Personal             | Kommunaler Dienst für Administration und Personal             |                                                               |                                                               | Kommunaler Dienst für Bereitstellungen        | Kommunaler Dienst für Bereitstellungen        | Kommunaler Dienst für Bereitstellungen                              | Kommunaler Dienst für Bereitstellungen                              | Kommunaler Dienst für Bereitstellungen                              | Kommunaler Dienst für Bereitstellungen                              |                                                                     |                                                                     | Kommunaler Dienst für Vermögen und Logistik                                   | Kommunaler Dienst für Vermögen und Logistik                                   | Kommunaler Dienst für Vermögen und Logistik                                   | Kommunaler Dienst für Vermögen und Logistik                                   | Kommunaler Dienst für Vermögen und Logistik                                   | Kommunaler Dienst für Vermögen und Logistik                                   |                                                 |                                                 |                                     |                                     |                                     |                                     | Kommunaler Gesundheitsdienst                                                                | Kommunaler Gesundheitsdienst                                                                | Kommunaler Gesundheitsdienst                                                                | Kommunaler Gesundheitsdienst                                                                | Kommunaler Gesundheitsdienst                                                                | Kommunaler Gesundheitsdienst                                                                |  |  | Kommunaler Dienst für Soziale Maßnahmen                | Kommunaler Dienst für Soziale Maßnahmen                | Kommunaler Dienst für Soziale Maßnahmen                | Kommunaler Dienst für Soziale Maßnahmen                | Kommunaler Dienst für Soziale Maßnahmen                | Kommunaler Dienst für Soziale Maßnahmen                |  |  | Kommunaler Dienst für Wasser, sanitäre Versorgung und Umwelt                                                   | Kommunaler Dienst für Wasser, sanitäre Versorgung und Umwelt                                                   | Kommunaler Dienst für Wasser, sanitäre Versorgung und Umwelt                                                   | Kommunaler Dienst für Wasser, sanitäre Versorgung und Umwelt                                                   | Kommunaler Dienst für Wasser, sanitäre Versorgung und Umwelt                                                   | Kommunaler Dienst für Wasser, sanitäre Versorgung und Umwelt                                                   |  |  |  |  |  |  |  |  |  |  |  |  |  |  |  |  |  |  |  |  |  |  |  |  |  |  |  |  |  |  |
|                                                      |                                                      |                                                               |                                                               |                                                               |                                                               |                                                               |                                                               |                                               |                                               |                                                                     |                                                                     |                                                                     |                                                                     |                                                                     |                                                                     |                                                                               |                                                                               |                                                                               |                                                                               |                                                                               |                                                                               |                                                 |                                                 |                                     |                                     |                                     |                                     |                                                                                             |                                                                                             |                                                                                             |                                                                                             |                                                                                             |                                                                                             |  |  |                                                        |                                                        |                                                        |                                                        |                                                        |                                                        |  |  | | | | | | |  |  |  |  |  |  |  |  |  |  |  |  |  |  |  |  |  |  |  |  |  |  |  |  |  |  |  |  |  |  |
|                                                      |                                                      | Behörde für Geschäftszeiten, Informatik, Protokoll und Archiv | Behörde für Geschäftszeiten, Informatik, Protokoll und Archiv | Behörde für Geschäftszeiten, Informatik, Protokoll und Archiv | Behörde für Geschäftszeiten, Informatik, Protokoll und Archiv | Behörde für Geschäftszeiten, Informatik, Protokoll und Archiv | Behörde für Geschäftszeiten, Informatik, Protokoll und Archiv |                                               |                                               | Behörde für Bereitstellungs- prozesse                               | Behörde für Bereitstellungs- prozesse                               | Behörde für Bereitstellungs- prozesse                               | Behörde für Bereitstellungs- prozesse                               | Behörde für Bereitstellungs- prozesse                               | Behörde für Bereitstellungs- prozesse                               |                                                                               |                                                                               | Behörde für Vermögen                                                          | Behörde für Vermögen                                                          | Behörde für Vermögen                                                          | Behörde für Vermögen                                                          | Behörde für Vermögen                            | Behörde für Vermögen                            |                                     |                                     |                                     |                                     | Behörde für Entwicklung und Leitung des Netzes der kommunalen Gesundheitszentren und Posten | Behörde für Entwicklung und Leitung des Netzes der kommunalen Gesundheitszentren und Posten | Behörde für Entwicklung und Leitung des Netzes der kommunalen Gesundheitszentren und Posten | Behörde für Entwicklung und Leitung des Netzes der kommunalen Gesundheitszentren und Posten | Behörde für Entwicklung und Leitung des Netzes der kommunalen Gesundheitszentren und Posten | Behörde für Entwicklung und Leitung des Netzes der kommunalen Gesundheitszentren und Posten |  |  | Behörde für die Förderung der sozialen Inklusion       | Behörde für die Förderung der sozialen Inklusion       | Behörde für die Förderung der sozialen Inklusion       | Behörde für die Förderung der sozialen Inklusion       | Behörde für die Förderung der sozialen Inklusion       | Behörde für die Förderung der sozialen Inklusion       |  |  | Behörde für Planung und Entwicklung des öffentlichen Versorgungsnetzes für Wasser und sanitäre Grundversorgung | Behörde für Planung und Entwicklung des öffentlichen Versorgungsnetzes für Wasser und sanitäre Grundversorgung | Behörde für Planung und Entwicklung des öffentlichen Versorgungsnetzes für Wasser und sanitäre Grundversorgung | Behörde für Planung und Entwicklung des öffentlichen Versorgungsnetzes für Wasser und sanitäre Grundversorgung | Behörde für Planung und Entwicklung des öffentlichen Versorgungsnetzes für Wasser und sanitäre Grundversorgung | Behörde für Planung und Entwicklung des öffentlichen Versorgungsnetzes für Wasser und sanitäre Grundversorgung |  |  |  |  |  |  |  |  |  |  |  |  |  |  |  |  |  |  |  |  |  |  |  |  |  |  |  |  |  |  |
|                                                      |                                                      | Behörde für Geschäftszeiten, Informatik, Protokoll und Archiv | Behörde für Geschäftszeiten, Informatik, Protokoll und Archiv | Behörde für Geschäftszeiten, Informatik, Protokoll und Archiv | Behörde für Geschäftszeiten, Informatik, Protokoll und Archiv | Behörde für Geschäftszeiten, Informatik, Protokoll und Archiv | Behörde für Geschäftszeiten, Informatik, Protokoll und Archiv |                                               |                                               | Behörde für Bereitstellungs- prozesse                               | Behörde für Bereitstellungs- prozesse                               | Behörde für Bereitstellungs- prozesse                               | Behörde für Bereitstellungs- prozesse                               | Behörde für Bereitstellungs- prozesse                               | Behörde für Bereitstellungs- prozesse                               |                                                                               |                                                                               | Behörde für Vermögen                                                          | Behörde für Vermögen                                                          | Behörde für Vermögen                                                          | Behörde für Vermögen                                                          | Behörde für Vermögen                            | Behörde für Vermögen                            |                                     |                                     |                                     |                                     | Behörde für Entwicklung und Leitung des Netzes der kommunalen Gesundheitszentren und Posten | Behörde für Entwicklung und Leitung des Netzes der kommunalen Gesundheitszentren und Posten | Behörde für Entwicklung und Leitung des Netzes der kommunalen Gesundheitszentren und Posten | Behörde für Entwicklung und Leitung des Netzes der kommunalen Gesundheitszentren und Posten | Behörde für Entwicklung und Leitung des Netzes der kommunalen Gesundheitszentren und Posten | Behörde für Entwicklung und Leitung des Netzes der kommunalen Gesundheitszentren und Posten |  |  | Behörde für die Förderung der sozialen Inklusion       | Behörde für die Förderung der sozialen Inklusion       | Behörde für die Förderung der sozialen Inklusion       | Behörde für die Förderung der sozialen Inklusion       | Behörde für die Förderung der sozialen Inklusion       | Behörde für die Förderung der sozialen Inklusion       |  |  | Behörde für Planung und Entwicklung des öffentlichen Versorgungsnetzes für Wasser und sanitäre Grundversorgung | Behörde für Planung und Entwicklung des öffentlichen Versorgungsnetzes für Wasser und sanitäre Grundversorgung | Behörde für Planung und Entwicklung des öffentlichen Versorgungsnetzes für Wasser und sanitäre Grundversorgung | Behörde für Planung und Entwicklung des öffentlichen Versorgungsnetzes für Wasser und sanitäre Grundversorgung | Behörde für Planung und Entwicklung des öffentlichen Versorgungsnetzes für Wasser und sanitäre Grundversorgung | Behörde für Planung und Entwicklung des öffentlichen Versorgungsnetzes für Wasser und sanitäre Grundversorgung |  |  |  |  |  |  |  |  |  |  |  |  |  |  |  |  |  |  |  |  |  |  |  |  |  |  |  |  |  |  |
|                                                      |                                                      | Personalbehörde                                               | Personalbehörde                                               | Personalbehörde                                               | Personalbehörde                                               | Personalbehörde                                               | Personalbehörde                                               |                                               |                                               | Behörde für Begleitung und Durchführung öffentlicher Aufträge       | Behörde für Begleitung und Durchführung öffentlicher Aufträge       | Behörde für Begleitung und Durchführung öffentlicher Aufträge       | Behörde für Begleitung und Durchführung öffentlicher Aufträge       | Behörde für Begleitung und Durchführung öffentlicher Aufträge       | Behörde für Begleitung und Durchführung öffentlicher Aufträge       |                                                                               |                                                                               | Behörde für Logistik                                                          | Behörde für Logistik                                                          | Behörde für Logistik                                                          | Behörde für Logistik                                                          | Behörde für Logistik                            | Behörde für Logistik                            |                                     |                                     |                                     |                                     | Behörde für die Leitung von Gesundheitsprogrammen                                           | Behörde für die Leitung von Gesundheitsprogrammen                                           | Behörde für die Leitung von Gesundheitsprogrammen                                           | Behörde für die Leitung von Gesundheitsprogrammen                                           | Behörde für die Leitung von Gesundheitsprogrammen                                           | Behörde für die Leitung von Gesundheitsprogrammen                                           |  |  | Behörde für die Förderung von Sozialmaßnahmen          | Behörde für die Förderung von Sozialmaßnahmen          | Behörde für die Förderung von Sozialmaßnahmen          | Behörde für die Förderung von Sozialmaßnahmen          | Behörde für die Förderung von Sozialmaßnahmen          | Behörde für die Förderung von Sozialmaßnahmen          |  |  | Umweltbehörde                                                                                                  | Umweltbehörde                                                                                                  | Umweltbehörde                                                                                                  | Umweltbehörde                                                                                                  | Umweltbehörde                                                                                                  | Umweltbehörde                                                                                                  |  |  |  |  |  |  |  |  |  |  |  |  |  |  |  |  |  |  |  |  |  |  |  |  |  |  |  |  |  |  |
|                                                      |                                                      | Personalbehörde                                               | Personalbehörde                                               | Personalbehörde                                               | Personalbehörde                                               | Personalbehörde                                               | Personalbehörde                                               |                                               |                                               | Behörde für Begleitung und Durchführung öffentlicher Aufträge       | Behörde für Begleitung und Durchführung öffentlicher Aufträge       | Behörde für Begleitung und Durchführung öffentlicher Aufträge       | Behörde für Begleitung und Durchführung öffentlicher Aufträge       | Behörde für Begleitung und Durchführung öffentlicher Aufträge       | Behörde für Begleitung und Durchführung öffentlicher Aufträge       |                                                                               |                                                                               | Behörde für Logistik                                                          | Behörde für Logistik                                                          | Behörde für Logistik                                                          | Behörde für Logistik                                                          | Behörde für Logistik                            | Behörde für Logistik                            |                                     |                                     |                                     |                                     | Behörde für die Leitung von Gesundheitsprogrammen                                           | Behörde für die Leitung von Gesundheitsprogrammen                                           | Behörde für die Leitung von Gesundheitsprogrammen                                           | Behörde für die Leitung von Gesundheitsprogrammen                                           | Behörde für die Leitung von Gesundheitsprogrammen                                           | Behörde für die Leitung von Gesundheitsprogrammen                                           |  |  | Behörde für die Förderung von Sozialmaßnahmen          | Behörde für die Förderung von Sozialmaßnahmen          | Behörde für die Förderung von Sozialmaßnahmen          | Behörde für die Förderung von Sozialmaßnahmen          | Behörde für die Förderung von Sozialmaßnahmen          | Behörde für die Förderung von Sozialmaßnahmen          |  |  | Umweltbehörde                                                                                                  | Umweltbehörde                                                                                                  | Umweltbehörde                                                                                                  | Umweltbehörde                                                                                                  | Umweltbehörde                                                                                                  | Umweltbehörde                                                                                                  |  |  |  |  |  |  |  |  |  |  |  |  |  |  |  |  |  |  |  |  |  |  |  |  |  |  |  |  |  |  |
|                                                      |                                                      |                                                               |                                                               |                                                               |                                                               |                                                               |                                                               |                                               |                                               |                                                                     |                                                                     |                                                                     |                                                                     |                                                                     |                                                                     |                                                                               |                                                                               |                                                                               |                                                                               |                                                                               |                                                                               |                                                 |                                                 |                                     |                                     |                                     |                                     |                                                                                             |                                                                                             |                                                                                             |                                                                                             |                                                                                             |                                                                                             |  |  |                                                        |                                                        |                                                        |                                                        |                                                        |                                                        |  |  | Behörde für die Leitung und Kontrolle des Wassernetzes und der sanitären Grundversorgung                       | | | | | |  |  |  |  |  |  |  |  |  |  |  |  |  |  |  |  |  |  |  |  |  |  |  |  |  |  |  |  |  |  |
|                                                      |                                                      |                                                               |                                                               |                                                               |                                                               |                                                               |                                                               |                                               |                                               |                                                                     |                                                                     |                                                                     |                                                                     |                                                                     |                                                                     |                                                                               |                                                                               |                                                                               |                                                                               |                                                                               |                                                                               |                                                 |                                                 |                                     |                                     |                                     |                                     |                                                                                             |                                                                                             |                                                                                             |                                                                                             |                                                                                             |                                                                                             |  |  |                                                        |                                                        |                                                        |                                                        |                                                        |                                                        |  |  | | | | | | |  |  |  |  |  |  |  |  |  |  |  |  |  |  |  |  |  |  |  |  |  |  |  |  |  |  |  |  |  |  |
|                                                      |                                                      |                                                               |                                                               |                                                               |                                                               |                                                               |                                                               |                                               |                                               |                                                                     |                                                                     |                                                                     |                                                                     |                                                                     |                                                                     |                                                                               |                                                                               |                                                                               |                                                                               |                                                                               |                                                                               |                                                 |                                                 |                                     |                                     |                                     |                                     |                                                                                             |                                                                                             |                                                                                             |                                                                                             |                                                                                             |                                                                                             |  |  |                                                        |                                                        |                                                        |                                                        |                                                        |                                                        |  |  | | | | | | |  |  |  |  |  |  |  |  |  |  |  |  |  |  |  |  |  |  |  |  |  |  |  |  |  |  |  |  |  |  |
|                                                      |                                                      |                                                               |                                                               |                                                               |                                                               |                                                               |                                                               |                                               |                                               |                                                                     |                                                                     |                                                                     |                                                                     |                                                                     |                                                                     |                                                                               |                                                                               |                                                                               |                                                                               |                                                                               |                                                                               |                                                 |                                                 |                                     |                                     |                                     |                                     |                                                                                             |                                                                                             |                                                                                             |                                                                                             |                                                                                             |                                                                                             |  |  |                                                        |                                                        |                                                        |                                                        |                                                        |                                                        |  |  | | | | | | |  |  |  |  |  |  |  |  |  |  |  |  |  |  |  |  |  |  |  |  |  |  |  |  |  |  |  |  |  |  |
| Kommunaler Dienst für die Marktleitung und Tourismus | Kommunaler Dienst für die Marktleitung und Tourismus | Kommunaler Dienst für die Marktleitung und Tourismus          | Kommunaler Dienst für die Marktleitung und Tourismus          | Kommunaler Dienst für die Marktleitung und Tourismus          | Kommunaler Dienst für die Marktleitung und Tourismus          |                                                               |                                                               | Kommunaler Dienst für Planung und Integration | Kommunaler Dienst für Planung und Integration | Kommunaler Dienst für Planung und Integration                       | Kommunaler Dienst für Planung und Integration                       | Kommunaler Dienst für Planung und Integration                       | Kommunaler Dienst für Planung und Integration                       |                                                                     |                                                                     | Kommunaler Dienst zur Unterstützung von Nichtregierungsorganisationen und OCs | Kommunaler Dienst zur Unterstützung von Nichtregierungsorganisationen und OCs | Kommunaler Dienst zur Unterstützung von Nichtregierungsorganisationen und OCs | Kommunaler Dienst zur Unterstützung von Nichtregierungsorganisationen und OCs | Kommunaler Dienst zur Unterstützung von Nichtregierungsorganisationen und OCs | Kommunaler Dienst zur Unterstützung von Nichtregierungsorganisationen und OCs |                                                 |                                                 |                                     |                                     |                                     |                                     | Kommunaler Landwirtschaftsdienst                                                            | Kommunaler Landwirtschaftsdienst                                                            | Kommunaler Landwirtschaftsdienst                                                            | Kommunaler Landwirtschaftsdienst                                                            | Kommunaler Landwirtschaftsdienst                                                            | Kommunaler Landwirtschaftsdienst                                                            |  |  | Kommunaler Finanzdienst                                | Kommunaler Finanzdienst                                | Kommunaler Finanzdienst                                | Kommunaler Finanzdienst                                | Kommunaler Finanzdienst                                | Kommunaler Finanzdienst                                |  |  | Kommunaler Dienst für Öffentliche Bauarbeiten und Transport                                                    | Kommunaler Dienst für Öffentliche Bauarbeiten und Transport                                                    | Kommunaler Dienst für Öffentliche Bauarbeiten und Transport                                                    | Kommunaler Dienst für Öffentliche Bauarbeiten und Transport                                                    | Kommunaler Dienst für Öffentliche Bauarbeiten und Transport                                                    | Kommunaler Dienst für Öffentliche Bauarbeiten und Transport                                                    |  |  |  |  |  |  |  |  |  |  |  |  |  |  |  |  |  |  |  |  |  |  |  |  |  |  |  |  |  |  |
| Kommunaler Dienst für die Marktleitung und Tourismus | Kommunaler Dienst für die Marktleitung und Tourismus | Kommunaler Dienst für die Marktleitung und Tourismus          | Kommunaler Dienst für die Marktleitung und Tourismus          | Kommunaler Dienst für die Marktleitung und Tourismus          | Kommunaler Dienst für die Marktleitung und Tourismus          |                                                               |                                                               | Kommunaler Dienst für Planung und Integration | Kommunaler Dienst für Planung und Integration | Kommunaler Dienst für Planung und Integration                       | Kommunaler Dienst für Planung und Integration                       | Kommunaler Dienst für Planung und Integration                       | Kommunaler Dienst für Planung und Integration                       |                                                                     |                                                                     | Kommunaler Dienst zur Unterstützung von Nichtregierungsorganisationen und OCs | Kommunaler Dienst zur Unterstützung von Nichtregierungsorganisationen und OCs | Kommunaler Dienst zur Unterstützung von Nichtregierungsorganisationen und OCs | Kommunaler Dienst zur Unterstützung von Nichtregierungsorganisationen und OCs | Kommunaler Dienst zur Unterstützung von Nichtregierungsorganisationen und OCs | Kommunaler Dienst zur Unterstützung von Nichtregierungsorganisationen und OCs |                                                 |                                                 |                                     |                                     |                                     |                                     | Kommunaler Landwirtschaftsdienst                                                            | Kommunaler Landwirtschaftsdienst                                                            | Kommunaler Landwirtschaftsdienst                                                            | Kommunaler Landwirtschaftsdienst                                                            | Kommunaler Landwirtschaftsdienst                                                            | Kommunaler Landwirtschaftsdienst                                                            |  |  | Kommunaler Finanzdienst                                | Kommunaler Finanzdienst                                | Kommunaler Finanzdienst                                | Kommunaler Finanzdienst                                | Kommunaler Finanzdienst                                | Kommunaler Finanzdienst                                |  |  | Kommunaler Dienst für Öffentliche Bauarbeiten und Transport                                                    | Kommunaler Dienst für Öffentliche Bauarbeiten und Transport                                                    | Kommunaler Dienst für Öffentliche Bauarbeiten und Transport                                                    | Kommunaler Dienst für Öffentliche Bauarbeiten und Transport                                                    | Kommunaler Dienst für Öffentliche Bauarbeiten und Transport                                                    | Kommunaler Dienst für Öffentliche Bauarbeiten und Transport                                                    |  |  |  |  |  |  |  |  |  |  |  |  |  |  |  |  |  |  |  |  |  |  |  |  |  |  |  |  |  |  |
|                                                      |                                                      |                                                               |                                                               |                                                               |                                                               |                                                               |                                                               |                                               |                                               |                                                                     |                                                                     |                                                                     |                                                                     |                                                                     |                                                                     |                                                                               |                                                                               |                                                                               |                                                                               |                                                                               |                                                                               |                                                 |                                                 |                                     |                                     |                                     |                                     |                                                                                             |                                                                                             |                                                                                             |                                                                                             |                                                                                             |                                                                                             |  |  |                                                        |                                                        |                                                        |                                                        |                                                        |                                                        |  |  | | | | | | |  |  |  |  |  |  |  |  |  |  |  |  |  |  |  |  |  |  |  |  |  |  |  |  |  |  |  |  |  |  |
|                                                      |                                                      | Behörde für Marktleitung                                      | Behörde für Marktleitung                                      | Behörde für Marktleitung                                      | Behörde für Marktleitung                                      | Behörde für Marktleitung                                      | Behörde für Marktleitung                                      |                                               |                                               | Behörde für kommunale Investitionen                                 | Behörde für kommunale Investitionen                                 | Behörde für kommunale Investitionen                                 | Behörde für kommunale Investitionen                                 | Behörde für kommunale Investitionen                                 | Behörde für kommunale Investitionen                                 |                                                                               |                                                                               | Behörde für Unterstützung in den Sucos                                        | Behörde für Unterstützung in den Sucos                                        | Behörde für Unterstützung in den Sucos                                        | Behörde für Unterstützung in den Sucos                                        | Behörde für Unterstützung in den Sucos          | Behörde für Unterstützung in den Sucos          |                                     |                                     |                                     |                                     | Behörde für Programme und Expansion der Landwirtschaft                                      | Behörde für Programme und Expansion der Landwirtschaft                                      | Behörde für Programme und Expansion der Landwirtschaft                                      | Behörde für Programme und Expansion der Landwirtschaft                                      | Behörde für Programme und Expansion der Landwirtschaft                                      | Behörde für Programme und Expansion der Landwirtschaft                                      |  |  | Behörde für Haushaltsprogramme und -kontrolle          | Behörde für Haushaltsprogramme und -kontrolle          | Behörde für Haushaltsprogramme und -kontrolle          | Behörde für Haushaltsprogramme und -kontrolle          | Behörde für Haushaltsprogramme und -kontrolle          | Behörde für Haushaltsprogramme und -kontrolle          |  |  | Behörde für Planungen zur Infrastruktur und kollektiven Arbeitsgeräten                                         | Behörde für Planungen zur Infrastruktur und kollektiven Arbeitsgeräten                                         | Behörde für Planungen zur Infrastruktur und kollektiven Arbeitsgeräten                                         | Behörde für Planungen zur Infrastruktur und kollektiven Arbeitsgeräten                                         | Behörde für Planungen zur Infrastruktur und kollektiven Arbeitsgeräten                                         | Behörde für Planungen zur Infrastruktur und kollektiven Arbeitsgeräten                                         |  |  |  |  |  |  |  |  |  |  |  |  |  |  |  |  |  |  |  |  |  |  |  |  |  |  |  |  |  |  |
|                                                      |                                                      | Behörde für Marktleitung                                      | Behörde für Marktleitung                                      | Behörde für Marktleitung                                      | Behörde für Marktleitung                                      | Behörde für Marktleitung                                      | Behörde für Marktleitung                                      |                                               |                                               | Behörde für kommunale Investitionen                                 | Behörde für kommunale Investitionen                                 | Behörde für kommunale Investitionen                                 | Behörde für kommunale Investitionen                                 | Behörde für kommunale Investitionen                                 | Behörde für kommunale Investitionen                                 |                                                                               |                                                                               | Behörde für Unterstützung in den Sucos                                        | Behörde für Unterstützung in den Sucos                                        | Behörde für Unterstützung in den Sucos                                        | Behörde für Unterstützung in den Sucos                                        | Behörde für Unterstützung in den Sucos          | Behörde für Unterstützung in den Sucos          |                                     |                                     |                                     |                                     | Behörde für Programme und Expansion der Landwirtschaft                                      | Behörde für Programme und Expansion der Landwirtschaft                                      | Behörde für Programme und Expansion der Landwirtschaft                                      | Behörde für Programme und Expansion der Landwirtschaft                                      | Behörde für Programme und Expansion der Landwirtschaft                                      | Behörde für Programme und Expansion der Landwirtschaft                                      |  |  | Behörde für Haushaltsprogramme und -kontrolle          | Behörde für Haushaltsprogramme und -kontrolle          | Behörde für Haushaltsprogramme und -kontrolle          | Behörde für Haushaltsprogramme und -kontrolle          | Behörde für Haushaltsprogramme und -kontrolle          | Behörde für Haushaltsprogramme und -kontrolle          |  |  | Behörde für Planungen zur Infrastruktur und kollektiven Arbeitsgeräten                                         | Behörde für Planungen zur Infrastruktur und kollektiven Arbeitsgeräten                                         | Behörde für Planungen zur Infrastruktur und kollektiven Arbeitsgeräten                                         | Behörde für Planungen zur Infrastruktur und kollektiven Arbeitsgeräten                                         | Behörde für Planungen zur Infrastruktur und kollektiven Arbeitsgeräten                                         | Behörde für Planungen zur Infrastruktur und kollektiven Arbeitsgeräten                                         |  |  |  |  |  |  |  |  |  |  |  |  |  |  |  |  |  |  |  |  |  |  |  |  |  |  |  |  |  |  |
|                                                      |                                                      | Behörde für Tourismus                                         | Behörde für Tourismus                                         | Behörde für Tourismus                                         | Behörde für Tourismus                                         | Behörde für Tourismus                                         | Behörde für Tourismus                                         |                                               |                                               | Behörde zur Entwicklung der Sucos                                   | Behörde zur Entwicklung der Sucos                                   | Behörde zur Entwicklung der Sucos                                   | Behörde zur Entwicklung der Sucos                                   | Behörde zur Entwicklung der Sucos                                   | Behörde zur Entwicklung der Sucos                                   |                                                                               |                                                                               | Behörde zur Unterstützung der Zivilgesellschaft                               | Behörde zur Unterstützung der Zivilgesellschaft                               | Behörde zur Unterstützung der Zivilgesellschaft                               | Behörde zur Unterstützung der Zivilgesellschaft                               | Behörde zur Unterstützung der Zivilgesellschaft | Behörde zur Unterstützung der Zivilgesellschaft |                                     |                                     |                                     |                                     | Behörde für die Viehzucht                                                                   | Behörde für die Viehzucht                                                                   | Behörde für die Viehzucht                                                                   | Behörde für die Viehzucht                                                                   | Behörde für die Viehzucht                                                                   | Behörde für die Viehzucht                                                                   |  |  | Behörde für die Buchhaltung                            | Behörde für die Buchhaltung                            | Behörde für die Buchhaltung                            | Behörde für die Buchhaltung                            | Behörde für die Buchhaltung                            | Behörde für die Buchhaltung                            |  |  | Behörde für Leitung und kollektive Arbeitsgeräte                                                               | Behörde für Leitung und kollektive Arbeitsgeräte                                                               | Behörde für Leitung und kollektive Arbeitsgeräte                                                               | Behörde für Leitung und kollektive Arbeitsgeräte                                                               | Behörde für Leitung und kollektive Arbeitsgeräte                                                               | Behörde für Leitung und kollektive Arbeitsgeräte                                                               |  |  |  |  |  |  |  |  |  |  |  |  |  |  |  |  |  |  |  |  |  |  |  |  |  |  |  |  |  |  |
|                                                      |                                                      | Behörde für Tourismus                                         | Behörde für Tourismus                                         | Behörde für Tourismus                                         | Behörde für Tourismus                                         | Behörde für Tourismus                                         | Behörde für Tourismus                                         |                                               |                                               | Behörde zur Entwicklung der Sucos                                   | Behörde zur Entwicklung der Sucos                                   | Behörde zur Entwicklung der Sucos                                   | Behörde zur Entwicklung der Sucos                                   | Behörde zur Entwicklung der Sucos                                   | Behörde zur Entwicklung der Sucos                                   |                                                                               |                                                                               | Behörde zur Unterstützung der Zivilgesellschaft                               | Behörde zur Unterstützung der Zivilgesellschaft                               | Behörde zur Unterstützung der Zivilgesellschaft                               | Behörde zur Unterstützung der Zivilgesellschaft                               | Behörde zur Unterstützung der Zivilgesellschaft | Behörde zur Unterstützung der Zivilgesellschaft |                                     |                                     |                                     |                                     | Behörde für die Viehzucht                                                                   | Behörde für die Viehzucht                                                                   | Behörde für die Viehzucht                                                                   | Behörde für die Viehzucht                                                                   | Behörde für die Viehzucht                                                                   | Behörde für die Viehzucht                                                                   |  |  | Behörde für die Buchhaltung                            | Behörde für die Buchhaltung                            | Behörde für die Buchhaltung                            | Behörde für die Buchhaltung                            | Behörde für die Buchhaltung                            | Behörde für die Buchhaltung                            |  |  | Behörde für Leitung und kollektive Arbeitsgeräte                                                               | Behörde für Leitung und kollektive Arbeitsgeräte                                                               | Behörde für Leitung und kollektive Arbeitsgeräte                                                               | Behörde für Leitung und kollektive Arbeitsgeräte                                                               | Behörde für Leitung und kollektive Arbeitsgeräte                                                               | Behörde für Leitung und kollektive Arbeitsgeräte                                                               |  |  |  |  |  |  |  |  |  |  |  |  |  |  |  |  |  |  |  |  |  |  |  |  |  |  |  |  |  |  |
|                                                      |                                                      |                                                               |                                                               |                                                               |                                                               |                                                               |                                                               |                                               |                                               |                                                                     |                                                                     |                                                                     |                                                                     |                                                                     |                                                                     |                                                                               |                                                                               |                                                                               |                                                                               |                                                                               |                                                                               |                                                 |                                                 |                                     |                                     |                                     |                                     |                                                                                             |                                                                                             |                                                                                             |                                                                                             |                                                                                             |                                                                                             |  |  | Behörde für die öffentliche Hand und Auszahlungen      | Behörde für die öffentliche Hand und Auszahlungen      | Behörde für die öffentliche Hand und Auszahlungen      | Behörde für die öffentliche Hand und Auszahlungen      | Behörde für die öffentliche Hand und Auszahlungen      | Behörde für die öffentliche Hand und Auszahlungen      |  |  | Behörde für Organisation und Leitung von Bevölkerungszentren                                                   | Behörde für Organisation und Leitung von Bevölkerungszentren                                                   | Behörde für Organisation und Leitung von Bevölkerungszentren                                                   | Behörde für Organisation und Leitung von Bevölkerungszentren                                                   | Behörde für Organisation und Leitung von Bevölkerungszentren                                                   | Behörde für Organisation und Leitung von Bevölkerungszentren                                                   |  |  |  |  |  |  |  |  |  |  |  |  |  |  |  |  |  |  |  |  |  |  |  |  |  |  |  |  |  |  |
|                                                      |                                                      |                                                               |                                                               |                                                               |                                                               |                                                               |                                                               |                                               |                                               |                                                                     |                                                                     |                                                                     |                                                                     |                                                                     |                                                                     |                                                                               |                                                                               |                                                                               |                                                                               |                                                                               |                                                                               |                                                 |                                                 |                                     |                                     |                                     |                                     |                                                                                             |                                                                                             |                                                                                             |                                                                                             |                                                                                             |                                                                                             |  |  | Behörde für die öffentliche Hand und Auszahlungen      | Behörde für die öffentliche Hand und Auszahlungen      | Behörde für die öffentliche Hand und Auszahlungen      | Behörde für die öffentliche Hand und Auszahlungen      | Behörde für die öffentliche Hand und Auszahlungen      | Behörde für die öffentliche Hand und Auszahlungen      |  |  | Behörde für Organisation und Leitung von Bevölkerungszentren                                                   | Behörde für Organisation und Leitung von Bevölkerungszentren                                                   | Behörde für Organisation und Leitung von Bevölkerungszentren                                                   | Behörde für Organisation und Leitung von Bevölkerungszentren                                                   | Behörde für Organisation und Leitung von Bevölkerungszentren                                                   | Behörde für Organisation und Leitung von Bevölkerungszentren                                                   |  |  |  |  |  |  |  |  |  |  |  |  |  |  |  |  |  |  |  |  |  |  |  |  |  |  |  |  |  |  |
|                                                      |                                                      |                                                               |                                                               |                                                               |                                                               |                                                               |                                                               |                                               |                                               |                                                                     |                                                                     |                                                                     |                                                                     |                                                                     |                                                                     |                                                                               |                                                                               |                                                                               |                                                                               |                                                                               |                                                                               |                                                 |                                                 |                                     |                                     |                                     |                                     |                                                                                             |                                                                                             |                                                                                             |                                                                                             |                                                                                             |                                                                                             |  |  |                                                        |                                                        |                                                        |                                                        |                                                        |                                                        |  |  | Behörde für Transport                                                                                          | | | | | |  |  |  |  |  |  |  |  |  |  |  |  |  |  |  |  |  |  |  |  |  |  |  |  |  |  |  |  |  |  |
|                                                      |                                                      |                                                               |                                                               |                                                               |                                                               |                                                               |                                                               |                                               |                                               |                                                                     |                                                                     |                                                                     |                                                                     |                                                                     |                                                                     |                                                                               |                                                                               |                                                                               |                                                                               |                                                                               |                                                                               |                                                 |                                                 |                                     |                                     |                                     |                                     |                                                                                             |                                                                                             |                                                                                             |                                                                                             |                                                                                             |                                                                                             |  |  |                                                        |                                                        |                                                        |                                                        |                                                        |                                                        |  |  | | | | | | |  |  |  |  |  |  |  |  |  |  |  |  |  |  |  |  |  |  |  |  |  |  |  |  |  |  |  |  |  |  |
|                                                      |                                                      |                                                               |                                                               |                                                               |                                                               |                                                               |                                                               |                                               |                                               |                                                                     |                                                                     |                                                                     |                                                                     |                                                                     |                                                                     |                                                                               |                                                                               |                                                                               |                                                                               |                                                                               |                                                                               |                                                 |                                                 |                                     |                                     |                                     |                                     |                                                                                             |                                                                                             |                                                                                             |                                                                                             |                                                                                             |                                                                                             |  |  |                                                        |                                                        |                                                        |                                                        |                                                        |                                                        |  |  | | | | | | |  |  |  |  |  |  |  |  |  |  |  |  |  |  |  |  |  |  |  |  |  |  |  |  |  |  |  |  |  |  |
|                                                      |                                                      |                                                               |                                                               |                                                               |                                                               |                                                               |                                                               |                                               |                                               |                                                                     |                                                                     |                                                                     |                                                                     |                                                                     |                                                                     |                                                                               |                                                                               |                                                                               |                                                                               |                                                                               |                                                                               |                                                 |                                                 |                                     |                                     |                                     |                                     |                                                                                             |                                                                                             |                                                                                             |                                                                                             |                                                                                             |                                                                                             |  |  |                                                        |                                                        |                                                        |                                                        |                                                        |                                                        |  |  | | | | | | |  |  |  |  |  |  |  |  |  |  |  |  |  |  |  |  |  |  |  |  |  |  |  |  |  |  |  |  |  |  |
| Kommunaler Dienst für Naturkatastrophen              | Kommunaler Dienst für Naturkatastrophen              | Kommunaler Dienst für Naturkatastrophen                       | Kommunaler Dienst für Naturkatastrophen                       | Kommunaler Dienst für Naturkatastrophen                       | Kommunaler Dienst für Naturkatastrophen                       |                                                               |                                                               | Kommunaler Dienst des Zivilschutzes           | Kommunaler Dienst des Zivilschutzes           | Kommunaler Dienst des Zivilschutzes                                 | Kommunaler Dienst des Zivilschutzes                                 | Kommunaler Dienst des Zivilschutzes                                 | Kommunaler Dienst des Zivilschutzes                                 |                                                                     |                                                                     |                                                                               |                                                                               |                                                                               |                                                                               |                                                                               |                                                                               | Administration des Verwaltungsamtes             | Administration des Verwaltungsamtes             | Administration des Verwaltungsamtes | Administration des Verwaltungsamtes | Administration des Verwaltungsamtes | Administration des Verwaltungsamtes |                                                                                             |                                                                                             |                                                                                             |                                                                                             |                                                                                             |                                                                                             |  |  |                                                        |                                                        |                                                        |                                                        |                                                        |                                                        |  |  | | | | | | |  |  |  |  |  |  |  |  |  |  |  |  |  |  |  |  |  |  |  |  |  |  |  |  |  |  |  |  |  |  |
| Kommunaler Dienst für Naturkatastrophen              | Kommunaler Dienst für Naturkatastrophen              | Kommunaler Dienst für Naturkatastrophen                       | Kommunaler Dienst für Naturkatastrophen                       | Kommunaler Dienst für Naturkatastrophen                       | Kommunaler Dienst für Naturkatastrophen                       |                                                               |                                                               | Kommunaler Dienst des Zivilschutzes           | Kommunaler Dienst des Zivilschutzes           | Kommunaler Dienst des Zivilschutzes                                 | Kommunaler Dienst des Zivilschutzes                                 | Kommunaler Dienst des Zivilschutzes                                 | Kommunaler Dienst des Zivilschutzes                                 |                                                                     |                                                                     |                                                                               |                                                                               |                                                                               |                                                                               |                                                                               |                                                                               | Administration des Verwaltungsamtes             | Administration des Verwaltungsamtes             | Administration des Verwaltungsamtes | Administration des Verwaltungsamtes | Administration des Verwaltungsamtes | Administration des Verwaltungsamtes |                                                                                             |                                                                                             |                                                                                             |                                                                                             |                                                                                             |                                                                                             |  |  | Versammlung des Verwaltungsamtes                       |                                                        |                                                        |                                                        |                                                        |                                                        |  |  | | | | | | |  |  |  |  |  |  |  |  |  |  |  |  |  |  |  |  |  |  |  |  |  |  |  |  |  |  |  |  |  |  |
|                                                      |                                                      |                                                               |                                                               |                                                               |                                                               |                                                               |                                                               |                                               |                                               |                                                                     |                                                                     |                                                                     |                                                                     |                                                                     |                                                                     |                                                                               |                                                                               |                                                                               |                                                                               |                                                                               |                                                                               |                                                 |                                                 |                                     |                                     |                                     |                                     |                                                                                             |                                                                                             |                                                                                             |                                                                                             |                                                                                             |                                                                                             |  |  |                                                        |                                                        |                                                        |                                                        |                                                        |                                                        |  |  | | | | | | |  |  |  |  |  |  |  |  |  |  |  |  |  |  |  |  |  |  |  |  |  |  |  |  |  |  |  |  |  |  |
|                                                      |                                                      | Behörde für Prävention und Information                        | Behörde für Prävention und Information                        | Behörde für Prävention und Information                        | Behörde für Prävention und Information                        | Behörde für Prävention und Information                        | Behörde für Prävention und Information                        |                                               |                                               | Behörde für Planung und Verwaltung der Ausrüstung des Zivilschutzes | Behörde für Planung und Verwaltung der Ausrüstung des Zivilschutzes | Behörde für Planung und Verwaltung der Ausrüstung des Zivilschutzes | Behörde für Planung und Verwaltung der Ausrüstung des Zivilschutzes | Behörde für Planung und Verwaltung der Ausrüstung des Zivilschutzes | Behörde für Planung und Verwaltung der Ausrüstung des Zivilschutzes |                                                                               |                                                                               |                                                                               |                                                                               |                                                                               |                                                                               |                                                 |                                                 |                                     |                                     |                                     |                                     |                                                                                             |                                                                                             |                                                                                             |                                                                                             |                                                                                             |                                                                                             |  |  |                                                        |                                                        |                                                        |                                                        |                                                        |                                                        |  |  | | | | | | |  |  |  |  |  |  |  |  |  |  |  |  |  |  |  |  |  |  |  |  |  |  |  |  |  |  |  |  |  |  |
|                                                      |                                                      | Behörde für Prävention und Information                        | Behörde für Prävention und Information                        | Behörde für Prävention und Information                        | Behörde für Prävention und Information                        | Behörde für Prävention und Information                        | Behörde für Prävention und Information                        |                                               |                                               | Behörde für Planung und Verwaltung der Ausrüstung des Zivilschutzes | Behörde für Planung und Verwaltung der Ausrüstung des Zivilschutzes | Behörde für Planung und Verwaltung der Ausrüstung des Zivilschutzes | Behörde für Planung und Verwaltung der Ausrüstung des Zivilschutzes | Behörde für Planung und Verwaltung der Ausrüstung des Zivilschutzes | Behörde für Planung und Verwaltung der Ausrüstung des Zivilschutzes |                                                                               |                                                                               |                                                                               |                                                                               |                                                                               |                                                                               |                                                 |                                                 |                                     |                                     |                                     |                                     |                                                                                             |                                                                                             |                                                                                             |                                                                                             |                                                                                             |                                                                                             |  |  |                                                        |                                                        |                                                        |                                                        |                                                        |                                                        |  |  | | | | | | |  |  |  |  |  |  |  |  |  |  |  |  |  |  |  |  |  |  |  |  |  |  |  |  |  |  |  |  |  |  |
|                                                      |                                                      | Behörde für Notfalloperationen                                | Behörde für Notfalloperationen                                | Behörde für Notfalloperationen                                | Behörde für Notfalloperationen                                | Behörde für Notfalloperationen                                | Behörde für Notfalloperationen                                |                                               |                                               | Behörde für Prävention und Hilfe                                    | Behörde für Prävention und Hilfe                                    | Behörde für Prävention und Hilfe                                    | Behörde für Prävention und Hilfe                                    | Behörde für Prävention und Hilfe                                    | Behörde für Prävention und Hilfe                                    |                                                                               |                                                                               |                                                                               |                                                                               |                                                                               |                                                                               |                                                 |                                                 |                                     |                                     |                                     |                                     |                                                                                             |                                                                                             |                                                                                             |                                                                                             |                                                                                             |                                                                                             |  |  |                                                        |                                                        |                                                        |                                                        |                                                        |                                                        |  |  | | | | | | |  |  |  |  |  |  |  |  |  |  |  |  |  |  |  |  |  |  |  |  |  |  |  |  |  |  |  |  |  |  |
|                                                      |                                                      | Behörde für Notfalloperationen                                | Behörde für Notfalloperationen                                | Behörde für Notfalloperationen                                | Behörde für Notfalloperationen                                | Behörde für Notfalloperationen                                | Behörde für Notfalloperationen                                |                                               |                                               | Behörde für Prävention und Hilfe                                    | Behörde für Prävention und Hilfe                                    | Behörde für Prävention und Hilfe                                    | Behörde für Prävention und Hilfe                                    | Behörde für Prävention und Hilfe                                    | Behörde für Prävention und Hilfe                                    |                                                                               |                                                                               |                                                                               |                                                                               |                                                                               |                                                                               |                                                 |                                                 |                                     |                                     |                                     |                                     |                                                                                             |                                                                                             |                                                                                             |                                                                                             |                                                                                             |                                                                                             |  |  |                                                        |                                                        |                                                        |                                                        |                                                        |                                                        |  |  | | | | | | |  |  |  |  |  |  |  |  |  |  |  |  |  |  |  |  |  |  |  |  |  |  |  |  |  |  |  |  |  |  |
|                                                      |                                                      |                                                               |                                                               |                                                               |                                                               |                                                               |                                                               |                                               |                                               |                                                                     |                                                                     |                                                                     |                                                                     |                                                                     |                                                                     |                                                                               |                                                                               |                                                                               |                                                                               |                                                                               |                                                                               |                                                 |                                                 |                                     |                                     |                                     |                                     |                                                                                             |                                                                                             |                                                                                             |                                                                                             |                                                                                             |                                                                                             |  |  |                                                        |                                                        |                                                        |                                                        |                                                        |                                                        |  |  | | | | | | |  |  |  |  |  |  |  |  |  |  |  |  |  |  |  |  |  |  |  |  |  |  |  |  |  |  |  |  |  |  |
|                                                      |                                                      |                                                               |                                                               |                                                               |                                                               |                                                               |                                                               |                                               |                                               |                                                                     |                                                                     |                                                                     |                                                                     |                                                                     |                                                                     |                                                                               |                                                                               |                                                                               |                                                                               |                                                                               |                                                                               |                                                 |                                                 |                                     |                                     |                                     |                                     |                                                                                             |                                                                                             |                                                                                             |                                                                                             |                                                                                             |                                                                                             |  |  |                                                        |                                                        |                                                        |                                                        |                                                        |                                                        |  |  | | | | | | |  |  |  |  |  |  |  |  |  |  |  |  |  |  |  |  |  |  |  |  |  |  |  |  |  |  |  |  |  |  |
|                                                      |                                                      |                                                               |                                                               |                                                               |                                                               |                                                               |                                                               | Lokaler Dienst für Administration             | Lokaler Dienst für Administration             | Lokaler Dienst für Administration                                   | Lokaler Dienst für Administration                                   | Lokaler Dienst für Administration                                   | Lokaler Dienst für Administration                                   |                                                                     |                                                                     | Lokaler Finanzdienst                                                          | Lokaler Finanzdienst                                                          | Lokaler Finanzdienst                                                          | Lokaler Finanzdienst                                                          | Lokaler Finanzdienst                                                          | Lokaler Finanzdienst                                                          |                                                 |                                                 |                                     |                                     |                                     |                                     | Lokaler Dienst für die Entwicklung der Kommunen                                             | Lokaler Dienst für die Entwicklung der Kommunen                                             | Lokaler Dienst für die Entwicklung der Kommunen                                             | Lokaler Dienst für die Entwicklung der Kommunen                                             | Lokaler Dienst für die Entwicklung der Kommunen                                             | Lokaler Dienst für die Entwicklung der Kommunen                                             |  |  | Lokaler Dienst für Planung und lokaler Entwicklung     | Lokaler Dienst für Planung und lokaler Entwicklung     | Lokaler Dienst für Planung und lokaler Entwicklung     | Lokaler Dienst für Planung und lokaler Entwicklung     | Lokaler Dienst für Planung und lokaler Entwicklung     | Lokaler Dienst für Planung und lokaler Entwicklung     |  |  | | | | | | |  |  |  |  |  |  |  |  |  |  |  |  |  |  |  |  |  |  |  |  |  |  |  |  |  |  |  |  |  |  |

## Sucos und Aldeias
| Gemeinde        | Zahl der Sucos 2017 | Zahl der Aldeias 2004 | Zahl der Aldeias 2009 | Zahl der Aldeias 2017 |
| --------------- | ------------------- | --------------------- | --------------------- | --------------------- |
| Aileu           | 33                  | 139                   | 135                   | 139                   |
| Ainaro          | 21                  | 131                   | 131                   | 131                   |
| Baucau          | 59                  | 286                   | 281                   | 281                   |
| Bobonaro        | 50                  | 193                   | 194                   | 194                   |
| Cova Lima       | 30                  | 147                   | 148                   | 148                   |
| Dili            | 36                  | 241                   | 241                   | 241                   |
| Atauro          | 36                  | 241                   | 241                   | 241                   |
| Ermera          | 52                  | 275                   | 277                   | 277                   |
| Lautém          | 34                  | 151                   | 151                   | 151                   |
| Liquiçá         | 23                  | 134                   | 134                   | 134                   |
| Manatuto        | 31                  | 098                   | 099                   | 103                   |
| Manufahi        | 29                  | 137                   | 137                   | 137                   |
| Oe-Cusse Ambeno | 18                  | 062                   | 063                   | 063                   |
| Viqueque        | 36                  | 234                   | 234                   | 234                   |

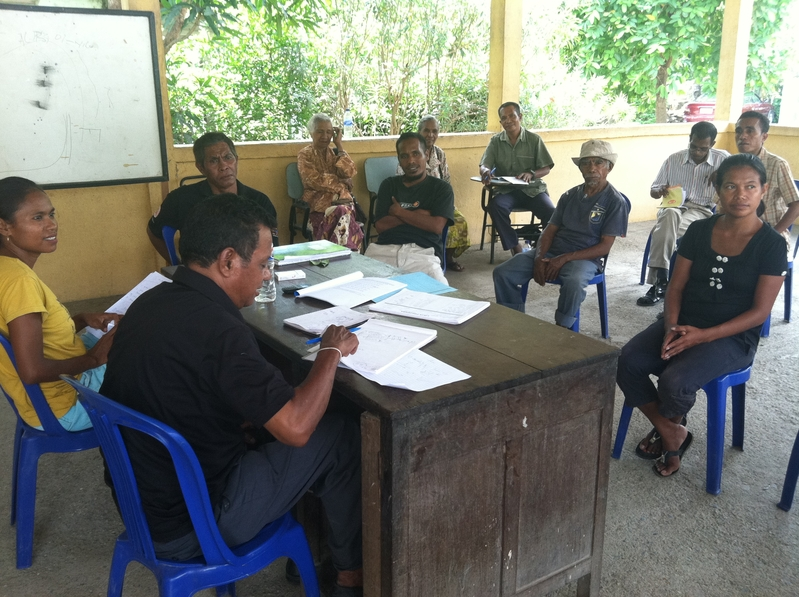
Sitzung des Suco-Rats von Caicoli (Dili)

Die Sucos bilden die nächste Verwaltungsebene unterhalb der Verwaltungsämter. Im Englischen mit „village“ deutsch (Dorf) übersetzt, bilden sie meist eine administrative Ebene, in der mehrere Siedlungen stehen. In Dili und anderen Städten gehören mehrere Stadtteile zu einem Suco. Dieser missverständlichen Übersetzung entgegen, nennen Karten aus Osttimor kleine Siedlungen und Stadtteile „Bairo“ (auch „bairu“), nach dem Portugiesischen „Bairro“ für Nachbarschaft oder Stadtviertel. Auf Deutsch bedeutet das Wort „Suku“ aus dem Tetum „Stamm“ oder „ethnische Gruppe“. Während der portugiesischen Kolonialzeit wurden die Sucos „Povoaçãos“ genannt. In Dili entsprechen sie Stadtteilen (bairros). Oft durchschneiden die administrative Grenzen Stadtteile und Siedlungen und teilen sie unterschiedlichen Sucos zu. Den Sucos steht je ein Suco-Chef (chefe de suco, xefi suco) und ein Suco-Rat (conselho de suco) vor, die vom Volk gewählt werden.
Die unterste Ebene der Verwaltungseinheiten bildet die Aldeia (im Englischen oft mit hamlet ‚Weiler‘ gleichgesetzt). Auch sie kann noch immer aus mehreren Siedlungen oder nur einem  Ortsteil bestehen. Die Aldeia wird von einem gewählten Aldeia-Chef (chefe de aldeia, xefi aldeia) geführt. Die ersten Wahlen fanden 2004 und 2005 nacheinander in den einzelnen damaligen Distrikten statt, die zweiten Kommunalwahlen am 9. Oktober 2009. Seitdem liegt zwischen den Wahlen ein Abstand von sieben Jahren. Die geographischen Grenzen der Aldeias konnte man zunächst aber nicht genau festlegen, denn sie waren in Osttimor vielmehr eine soziale Einteilung, die man vielleicht am besten mit einer „Dorfgemeinschaft“ oder „Nachbarschaftsgemeinschaft“ gleichsetzen konnte. Während der Volkszählungen von 2010 und 2015 wurden die einzelnen Haushalte gefragt, zu welcher Aldeia sie sich zugehörig fühlen. Eine Kartographierung war daher durch die fehlenden Grenzziehungen nicht möglich. Das änderte sich nach der Gebietsreform von 2017, mit der Aldeias zu Verwaltungseinheiten mit festem Territorium wurden. 2019 wurden vom Direcção-Geral de Estatística (bzw. der untergeordneten Direcção Nacional Cartografia Estatística DNCE) erstmals Landkarten veröffentlicht, die auch die Territorien der Aldeias darstellen, so dass die Zugehörigkeit sich nun von der geographischen Lage des Wohnhauses ableitet.
Zur Entlassung in die Unabhängigkeit verfügte Osttimor über 498 Sucos 60 davon als „urban“ klassifiziert. Ab 2003 zählte man zunächst 496 Sucos und 2.336 Aldeias. Am 14. Juli 2004 kam es zu einer Neuordnung der administrativen Grenzen, woraufhin es nur noch 442 Sucos und 2228 Aldeias gab. Vor allem viele urbane Sucos wurden zusammengeschlossen. Am 15. September 2009 wurden die Aldeias nochmals neu geordnet, die Zahl der Aldeias sank auf 2225, und 2017 stieg die Anzahl der Sucos auf 452 und der Aldeias auf 2.233. In Aileu kamen zwei Sucos dazu, in Dili fünf, in Manatuto zwei und in Viqueque einer. Die Nachwahlen für die neuen Sucos und Aldeias fanden im Mai statt. Mit den Änderungen vom 1. Oktober 2023 gibt es nun 461 Sucos mit 2.233 Aldeias.
42 der Sucos sind nun als „urban“ klassifiziert. Alleine 22 urbane Sucos liegen in der Gemeinde Dili und bilden die Landeshauptstadt.
Flächenmäßig ist mit 194,07 km² Muapitine (Verwaltungsamt Lospalos, Gemeinde Lautém) der größte Suco Osttimors. Der kleinste Suco ist Gricenfor in Dili mit 0,22 km². Die höchste Bevölkerungsdichte haben die urbanen Sucos Dilis. Spitzenreiter ist Santa Cruz mit 13.028,9 Einwohnern/km². Die größte Bevölkerungszahl der Sucos außerhalb Dilis hat Fuiloro (Verwaltungsamt Lospalos, Gemeinde Lautém) mit 16.701 Einwohnern (2015).
2016 unterschrieb Präsident Taur Matan Ruak ein neues „Suco-Gesetz“ (Gesetz 9/2016 vom 8. Juli 2016). Es legt die Organisation, Pflichten und Funktion der Sucos und die Aufgaben des Suco-Rats fest. Ebenso wird der Ablauf der Wahlen des chefe de suco geregelt. Sie finden alle sieben Jahre statt, der Amtsinhaber kann sich einer Wiederwahl stellen.
Der Suco-Rat besteht aus dem chefe de suco, den chefe de aldeia des Sucos, einer weiblichen und einem männlichen Delegierten einer jeden Aldeia, einer weiblichen und einem männlichen Jugendvertreter und dem Lian Nain.
Die Aldeia-Versammlung (assembleias de aldeia) wird von allen Mitgliedern der Dorfgemeinschaft im Alter über 16 Jahren gebildet. Die chefes de aldeia werden in der Aldeia-Versammlung frei und geheim gewählt, ebenso die Delegierten für den Suco-Rat. Der Lian Nain und die Jugendvertreter im Suco-Rat werden von den anderen neu gewählten Mitgliedern gewählt. Die Dorfversammlung tritt in der Regel einmal im Jahr zusammen und außerordentlich, wenn sie vom Chefe de Aldeia, von Amts wegen oder auf Antrag von einem Drittel der Stimmberechtigten des Dorfes einberufen wird.
Im Dezember 2021 beschloss man im Nationalparlament eine Erhöhung der Zuschüsse. Chefes de suco erhalten nun 250 US-Dollar statt 140 US-Dollar, die chefes de aldeia 150 US-Dollar statt 100 US-Dollar. Bei Mitarbeitern der Sucos steigt der Zuschuss von 115 auf 140 US-Dollar, für die Jugenddelegierten von 30 auf 40 US-Dollar.
Die folgende Karte zeigt die Grenzen zwischen 2003 und 2015.
Die Grenzen der Sucos Osttimors 2003–2015. In Rosa, die als urban klassifizierten Sucos

## Weitere Einteilungen Osttimors
Für statistische Zwecke wurden die Gemeinden zu Regionen zusammengefasst. Administrativ haben die Regionen keine Bedeutung.
- Region I: Baucau, Lautém, Viqueque
- Region II: Manatuto, Manufahi, Ainaro
- Region III: Dili, Aileu, Atauro, Ermera
- Region IV: Bobonaro, Cova Lima, Liquiçá
- Sonderregion (Region V): Oe-Cusse Ambeno

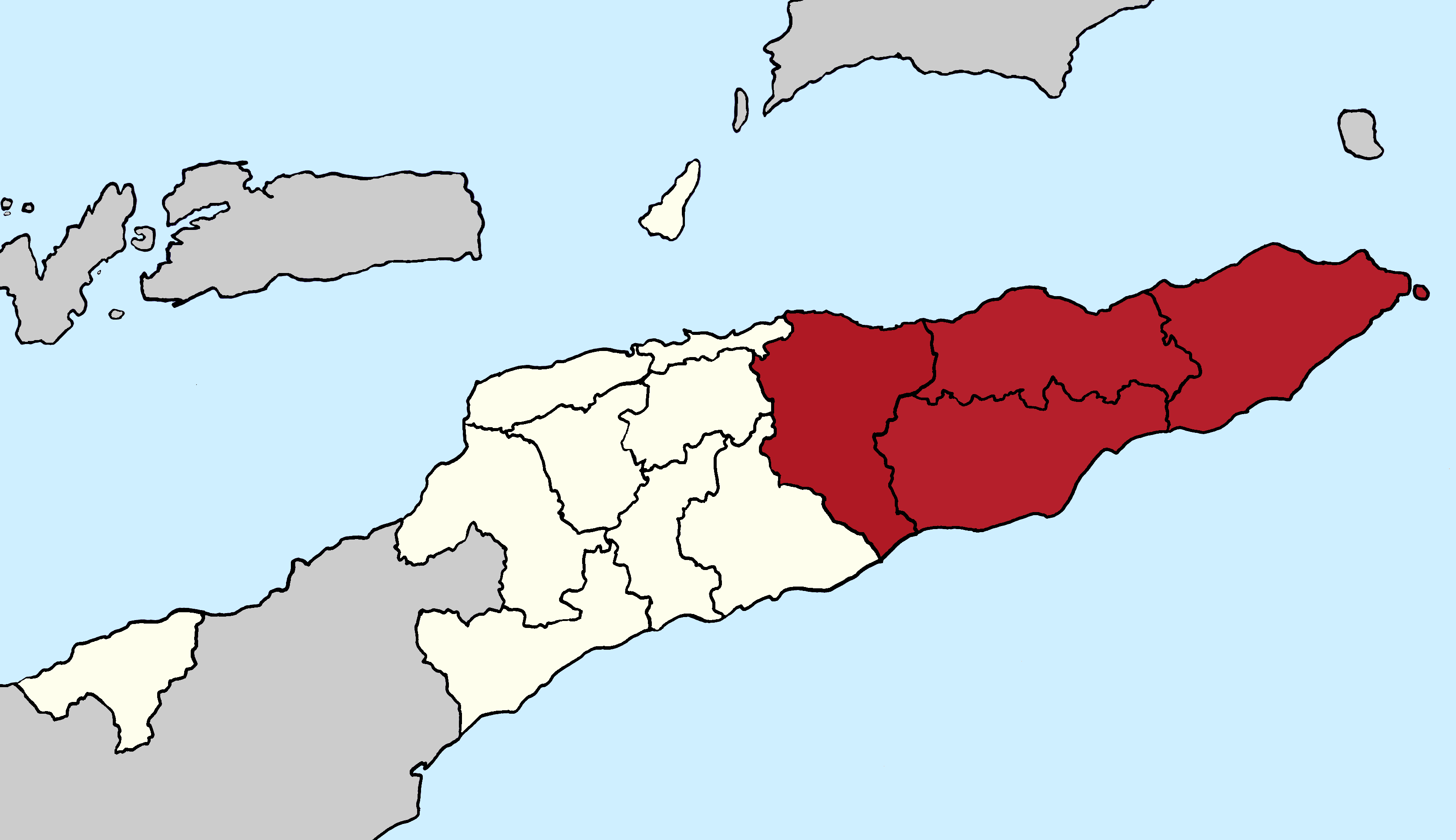
Die kulturellen Regionen Osttimors: Loro Munu (weiß) und Loro Sae (rot).

Historisch-kulturell teilt sich Osttimor in eine West- (Loro Munu) und eine Ostregion (Loro Sae). Vor der Kolonisation durch Portugal und die Niederlande war die Insel Timor in drei lockere Machtbereiche aufgeteilt, die durch ein kompliziertes Bündnissystem miteinander verbunden waren. Den mittleren Teil beherrschte das Reich Wehale mit Laran, dem spirituellen Zentrum der gesamten Insel. Mit der kolonialen Teilung des Einflussgebietes von Wehale wurde dessen östlicher Teil mit dem Ostteil der Insel zur Kolonie Portugiesisch-Timor und später daraus der Staat Osttimor. Diese Spaltung des Landes lässt sich weniger an den einzelnen Sprachgruppen nachvollziehen, hat aber in der Geschichte des Landes immer wieder zu Konflikten geführt, so zuletzt bei den Unruhen in Osttimor 2006. Die Gemeinden werden folgendermaßen den Regionen zugeordnet:
- Loro Munu: Dili, Aileu, Ainaro, Atauro, Manufahi, Ermera, Bobonaro, Cova Lima, Liquiçá, Oe-Cusse Ambeno.
- Loro Sae: Lautém, Baucau, Viqueque, Manatuto.